# エドセル
エドセル（Edsel ）は、アメリカのフォード・モーター社が1957年から生産していた自動車のブランド名。

## 概要
1950年代当時のフォード・モーター社のブランドは、大衆車ブランドのフォードと高級車ブランドにあたるリンカーンの間の中級価格帯が大きなギャップとなっていたが、1938年には中級車種としてマーキュリーが新設され、第二次世界大戦後もこのラインナップは維持されていた。だが当初、フォード・モーターのデラックスモデルの上位相当であったマーキュリーは、1949年以降はむしろリンカーンに近いアッパーミドルクラスの価格帯を占めるようになっており、新たなギャップが生じつつあった。フォード・モーター副社長のアーネスト・ブリーチは、このマーキュリーとフォードの間に生じた中級価格帯のギャップを埋めるモデルが必要であると1950年代初期から考えていた。

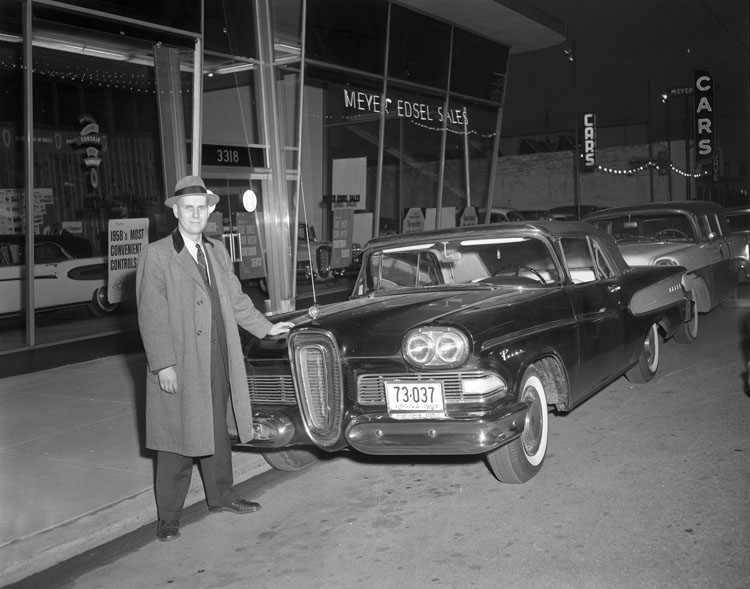
バージニア州リッチモンドのディーラー、「メイヤー・エドセル・セールス」。1958年1月30日撮影。

そのような部門再編が行われている中、エドセルはフォードとマーキュリーの間に位置する中級車という位置付けとされ、同様の位置づけのもと好調な販売を続けていたゼネラルモーターズのポンティアックやオールズモビルなどに対抗して、フォード・モーターの車種の多様化を行うという目的のもとにフォード社内で一から立ち上げられたブランドである。これに伴い、フォード社内での独立部門（エドセル・ディヴィジョン）立ち上げ、新型車開発、ディーラー網整備などが進められた。
フォード・モーターはエドセルを展開する事でGMとクライスラーの市場シェアを大幅に奪取し、米国内におけるGMとのギャップを埋める事を期待していた。フォード・モーターは米国の消費者がエドセルが未来の車であると信じるよう、1年に渡るティーザー・キャンペーンに大いに投資したが、それが却って大きな失敗を招く要因となった。エドセルが一般公開された時、米国市場と消費者にはエドセルが魅力的ではなく、高価であり、その前評判はフォード・モーターによって過大評価されたものだと受け止められた。エドセルは米国の自動車購買層の支持を得る事は出来ず、売れ行きは大いに低迷、フォード・モーターはエドセルの開発・製造・マーケティングに関して1983年当時の換算で250万米ドルにものぼる損失を被った。
その結果、今日では「エドセル」の名称は、企業が極めて多額の宣伝広告を行いながらもそれが消費者から全く受け入れられずに、商業的な大失敗を招いてしまった事例を象徴する代名詞となってしまった。

## 歴史
1956年1月17日、フォード・モーターはフォード家の手を離れ、法人化された。これにより、フォード・モーターは戦後の市場原則に従い、現時点での市場動向に基づいた自動車販売を行えるようになった。フォード・モーターの新経営陣は社内のロースターの見直しを行い、それまでの同族経営的体質を改め、GMやクライスラーに準じたものとされた。同時に、フォード・モーターのフラッグシップであったリンカーンは当時の経営陣からはGMのキャデラック部門やクライスラー内のインペリアル部門に対抗できるだけの力が無く、GMのオールズモビル部門、或いはクライスラーのビュイックとデソート部門に対抗できる程度であると判断された。フォード・モーターはそれまで自社の製品ラインの中で高級車の地位を担っていたリンカーンに代わる新たな高級車部門を創り出す計画を策定し、1956年にはリンカーン部門内に新たにコンチネンタル部門を分立させ、コンチネンタル・マークIIを投入したが、思わしい効果が上がっていない状況であった。
新たな中級車の開発は1955年後半に実験的(Experimental)を意味するEカーのコードネームで開始され、フォード・モーターはこの計画に対してブランド名「Edsel」（実際の発音は「エゼル」に近い）を与えた）。これは、フォード・モーター創業者ヘンリー・フォードの息子で1919年からフォード・モーター2代目社長を務めたエドセル・フォードに敬意を表したものである。エドセル・フォードは社長時代、リンカーンへの様々なテコ入れやマーキュリーブランドの新設などで1930年代フォード・モーターの経営建て直しを進めた功労者で、流麗なパーソナルカー「リンカーン・コンチネンタル」の開発も自ら起案した粋人であったが、病弱だったうえ、第二次大戦中にフォード・モーターが担ったB-24爆撃機工場建設という難事業のストレスも抱え、1943年に病死している。エドセル発売時のフォード・モーター社長ヘンリー2世は、エドセル・フォードの長男に当たる。
エドセルという車名には、社長のヘンリー2世が「自分の父親の名前を（大量に生産される自動車の）ハブキャップに付けて回転させたくない」と不快の念を示すなど、創業家のフォード一族が反対していた。マーケティング部門や広告代理店も、車名としては決して響きのよくない「エドセル」案には否定的で、一般受けのする代案を多々提示したが、この時提案された新事業部の名称や車種名のいくつかはフォードだけではなく、リンカーンやマーキュリーの車名に共有されたものもあった。「エドセル」案を推進していたのは、ほかならぬ新中級車開発を推進してきたアーネスト・ブリーチらであり、最終的にはそれが通ってしまった。
エドセルは、フォード・モーターで開発された共通のプラットフォームは使うものの、デザインに変更を加えて別ブランドで売るという、フォード・モーターがこれまでに行い一定の成功を収めてきた手法を取り入れ、綿密なマーケティング計画を元にフォード・モーターの社運をかけて開発された。フォード・モーターは後にエドセルについて、新しい車の計画とデザインを含む製品開発において市場調査が重要とされるならば、エドセルは後年のフォード車のそれと比べて遙かに多くの費用が投じられたと主張した。フォード・モーターは投資家やデトロイトの報道陣に対して、エドセルは結果としてオールズモビルやビュイックと競争できるだけの優れた製品とはならなかったが、そのスタイリングと仕様書の詳細自体は、当時の一般大衆の幅広い欲求を本質的に満たしうる、洗練された市場分析と研究開発の努力の産物だったと述べた。
フォード・モーター自身の宣伝により発売日の1957年9月4日は「Eデー」と銘打たれた。1957年10月13日には、フォード・モーターはエドセルの販促の為だけにCBSの特別番組枠を取得し、「ザ・エドセル・ショウ」という1時間に渡る宣伝番組を全米に向けて放送した。しかしこうした宣伝努力も、販売初期に生じたエドセルのスタイリングと製造品質に対する一般大衆の悪印象を払拭するには十分ではなかった。後日の宣伝ではエドセルは「(1940年に消滅していたキャデラックの下位部門である)ラ・サールの生まれ変わり」であるとも主張された。フォード・モーターは数ヶ月にわたり業界紙を通じて、ラ・サールの消滅により失われた大きな需要がある事を市場調査を通じて「知っていた」と主張し、自動車を初めて購入するエントリーユーザーがエドセルを選ぶ事を期待して、「全く新しい種類の車」を造り上げたと主張した。しかし、実際にはエドセルはその機構と車体形状の多くを他のフォード車と共有していた為、素人でも一目見れば類似点は明らかであった。
エドセルは新たな部門としてフォード・モーター内に創設され、フォード部門、マーキュリー部門、リンカーン部門、そして同時期に新設され共に短命に終わったコンチネンタル部門と共に販売された。各部門はそれぞれ独自の小売組織とディーラー網を有していた。自立したエドセル部門は1956年11月から1958年1月まで存在し、その後のエドセルの販売及びマーケティング部門は、マーキュリー-エドセル-リンカーン部門(各部門の頭文字を取りMELと略される)に統合された。当初、エドセルは約1,187店のディーラー網を通じて販売され、これによりフォード・モーター製品を売るディーラーは総数で10,000店を超える事となった。当時、フォード・モーターが目標としたクライスラーは約10,000店、GMは約16,000店を擁していた。しかし、それらのディーラーの多くは程なくエドセルの販売をやめ、リンカーンやマーキュリー、あるいは後に追加されたイギリス・フォードやドイツ・フォードの車種を売る店となり、一部はそのまま閉店した。

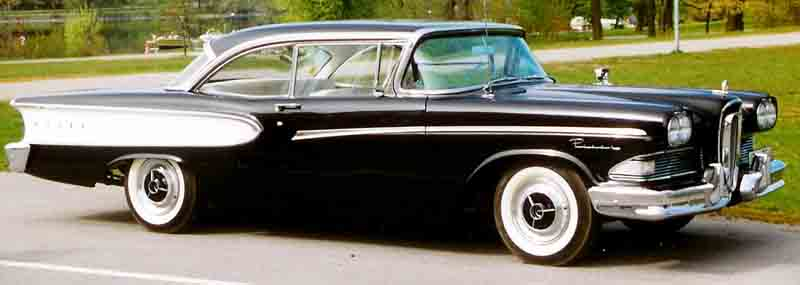
1958年式エドセル・ペーサー 2ドアハードトップ

1958年のモデルイヤーの車種として4つのサブモデルの生産が開始された。サイテーションとコルセアは大型のマーキュリーがベースとされ、ペーサーとレンジャーは小型のフォードがベースとされた。サイティーションは2ドア及び4ドアハードトップと2ドアコンバーチブルが用意され、コルセアは2ドア及び4ドアハードトップのみ。ペーサーは2ドア及び4ドアハードトップと4ドアセダン、2ドアコンバーチブルが用意され、レンジャーは2ドア及び4ドアのハードトップまたはセダンの構成であった。9人乗り4ドアワゴンの最上位モデルで木目調外装を有したバミューダと普及モデルのヴィレジャー、入門モデルである6人乗り2ドアワゴンのラウンドアップは、それぞれ当時のフォード製ステーションワゴンと同様に116インチ(2,946 mm)のホイールベースを持ち、レンジャーやペーサーと内装や機能を共有していた。

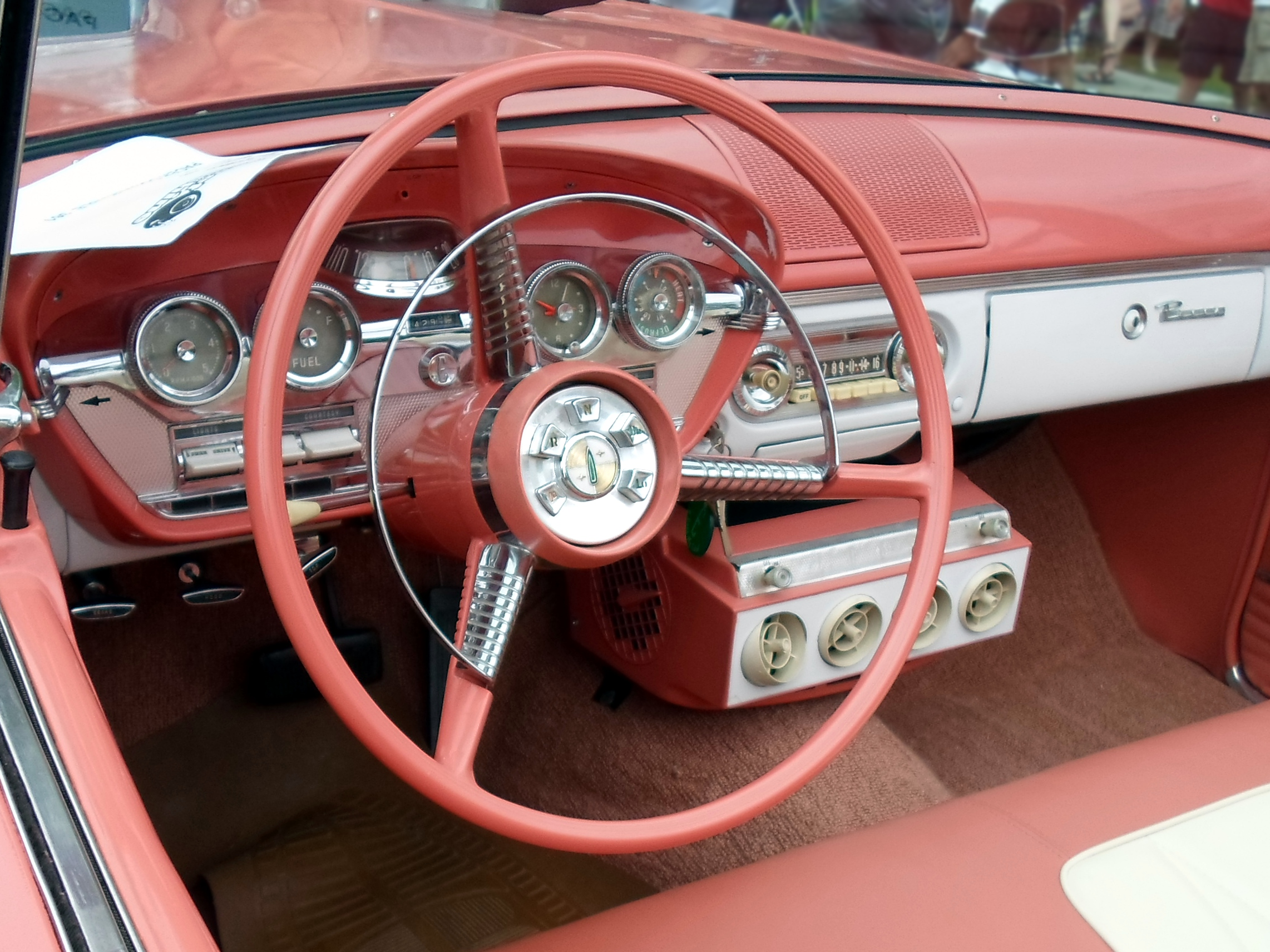
1958年式エドセル・レンジャーのダッシュボード。自動変速機のシフトはこの時代のアメリカで短期間流行ったボタン操作式だが、テレタッチと称されたエドセルのそれは、ステアリング中央に電話機のように円周状にボタンを配置という類例の無い物で、スピードメーターも回転ドーム式というギミックの極致だった。

エドセルのメカニズム自体は、当時の中級以上のアメリカ車で標準的なレイアウトである、前輪独懸、V8エンジンにATを合わせたホチキス・ドライブ方式のFRという堅実な構成であるが、インパクトの強いボディデザインと多くの新機構・アクセサリーを備え、市場へのアピールを図った。ドーム状の円盤が回転するスピードメーター、押しボタン式電話機にも似たテレタッチAT操作盤(従来型のコラムシフトはより低価格で購入できた)、メーターパネル内に収められた方位磁針とダイヤル式カーエアコン操作盤のような、ギミック的な要素が強い機能ばかりが注目されがちであるが、エンジンオイルの油量警告灯、パーキングブレーキ警告灯、燃料残量警告表示灯、水温計ではなくエンジンの温間と冷間を示す警告灯の装備、人間工学的に設計された操縦装置とブレーキシュー隙間の自動調整式ドラムブレーキ(フォード・モーター自体は業界初としていたが、実際はスチュードベーカーがエドセルの前の10年間で導入していた)、シートベルトの標準装備(当時多くのメーカーではオプション扱いであった)、メインキーのみで開閉できる「チャイルドロック」に相当する機能を有したリアドアロック、ダッシュボードのキー操作のみでトランクリッドを開けるリモートオープナー機能など、2016年現在のファミリーカーではごく当たり前となった革新的な機構を多数備えていた。
フォードとマーキュリー、リンカーンとは異なり、エドセル部門は専用の製造工場を持っておらず、全てのエドセルはフォードまたはマーキュリーの工場に製造が委託された。こうして、鳴り物入りで販売が開始されたエドセルであったが、その結果は惨憺たるものだった。
エドセルはその大きな期待にも関わらず、初年度に米国で63,110台、カナダで4,935台が販売されたに留まった。米国の自動車産業市場では2番目に大きな立ち上げキャンペーンが行われたにも関わらず、初年度の販売台数では1929年に創設されたデソート以下となってしまった。
1959年型エドセルは、フォードベースのレンジャーとコルセアのみが投入され、より大型のマーキュリーベースのエドセルであるサイティーションとコルセアは廃止された。最上位のフォードをベースとしていたペーサーをコルセアと名を改める形で販売継続し、このコルセアは2ドアと4ドアのハードトップ、4ドアセダン、2ドアコンバーチブルの構成で販売された。レンジャーは2ドア及び4ドアハードトップ、2ドアと4ドアセダン、そしてステーションワゴン版のヴィレジャーとして販売された。独立車種であった3種のステーションワゴンは全て廃止され、辛うじてヴィレジャーのみがレンジャーの派生グレードとして残った形である。1959年式エドセルは、発売後わずか1年しかたっていないにもかかわらず大幅にデザインが変更されたが、グリル中央の馬蹄型モチーフは形を変えつつも維持された。販売は好転せず、1959年型の北米販売実績は4万8,000台足らずに落ちた。販売台数は米国で44,891台、カナダで2,505台である。
1960年型エドセルは、結局1958年型以来のシャーシとホースカラー・グリルを捨て、マーキュリー・フォードのバッジエンジニアリングで急遽用意された1960年型を短期間、わずかに2,846台を製造した。1960年式は護衛車両として生産された車体以外は全てケンタッキー州ルイビルの組立工場で生産された。販売車種はレンジャーのセダン、ハードトップ、コンバーチブル及びステーションワゴンのヴィレジャーのみまで縮小された。1960年式エドセルは基本的なシャーシ、ガラス、及び主要なボディパネルを同じルイビル工場で生産された1960年式フォード・ギャラクシーおよびフェアレーンと共有していた。しかし、この年式のエドセルは独特のグリル、フード、4つの直立した長方形のテールランプ、ボディ側面のスイープ・スピア形状のモールディングが装着された。フロントとリアのバンパーも独特であった。1960年式エドセルは120インチ(3,048 mm)のホイールベースを持ち、同年式のフォードで一般的なホイールベースの119インチ(3,022 mm)スパンと比較しても異なるリアサスペンションを使用した。しかし、エンジンと変速機は共用であった。
1960年式エドセル・レンジャーの4ドアハードトップは、フォード・フェアレーン4ドアセダンの細いピラーを用いたルーフラインが排他的に採用されており、ギャラクシー系列をはじめとする他のフォードの4ドアハードトップの「四角い」ルーフラインとよく対比される。後部ドアと内装パネルにはギャラクシーの4ドアハードトップのものが用いられ、これによってエドセルの4ドアハードトップは、1960年代の他のどのフォード車にも見られない独特のボディスタイルが形成された。

## エドセルの終焉

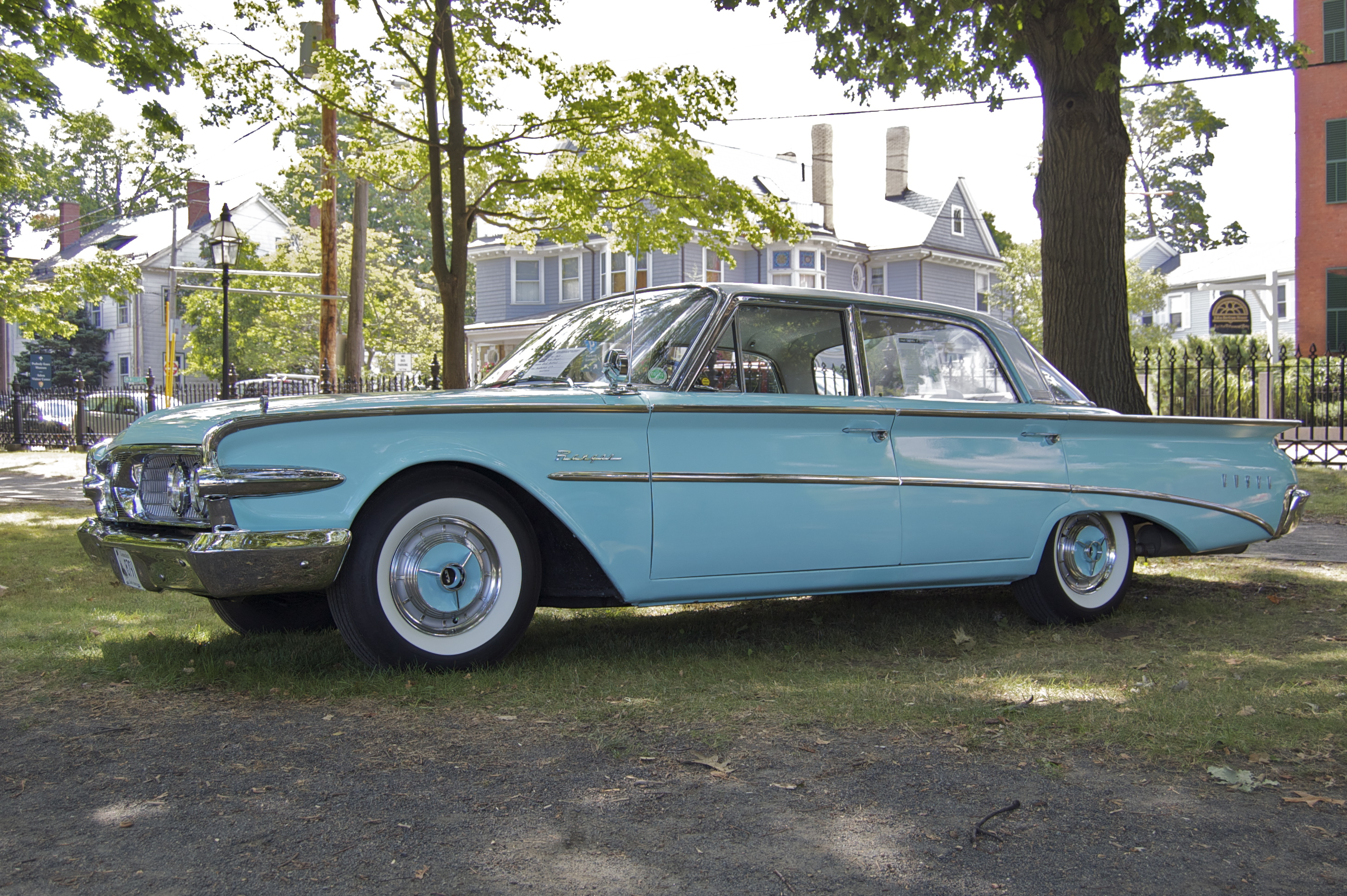
1960年式エドセル・レンジャー・4ドアセダン

1959年11月19日木曜日、フォード・モーターはエドセル計画の終了を発表した。しかし、1960年式の生産は11月末まで続けられ、最終集計で2,846台であった。米国のモデルイヤー制度上では1960年式の製造日数は僅かに44日に過ぎない。エドセルの総生産数は約11万6千台で、計画された損益分岐点の半分にも満たなかった。フォード・モーターは1960年当時でも異常な巨額の350万米ドル、2017年現在で2,900,000,000米ドル相当にも達する損失を計上した。エドセルの生産数は118,287台のみで、うち7,440台はカナダのオンタリオ州で生産された。米国自動車標準機構の集計に因るところでは、エドセルが存在した3年のモデルイヤー、特にエドセル初年度の1958年は米国自動車史上最も前年比の生産数量が低下した時期であった。実生産数量の推移は1950年代の米国自動車産業に詳しいが、1957年から1958年に掛けては実に30%もの需要の落ち込みが発生している。
同年11月20日金曜日、UPI通信社のワイヤーサービスは、フォード・モーターのプレスリリースを受けて、エドセルの中古車の簿価が400米ドル低下したと報じた。新聞業界の一部では、1960年式エドセルを含む新聞広告契約を再交渉するためにディーラーと争っていたが、販売店によってはエドセルの名を広告から完全に削除したところもあった。フォード・モーターは1960年式及び1959年式のキャリーオーバーモデルをプレスリリース発表前に購入した顧客を対象に、クーポンを発行するという声明を発表した。これはエドセルを保有する事で減少した資産価値を相殺するために新しいフォード車を購入する際にエドセルの下取り価格に300から400米ドルを上乗せするものであった。フォード・モーターはまた、未売却の株式や在庫車両を保有する販売店に対してクレジットを発行した。

## エドセルはなぜ失敗したのか
歴史家はエドセルの失敗を説明するために、幾つかの理論を提唱した。一般的にはしばしば「カーデザインの失敗」と説明される。コンシューマー・レポートは製品の不出来がエドセルの主要な問題であったと主張している。マーケティングの専門家は、企業文化がアメリカの消費者心理を理解していなかった事例の好例としてエドセルを挙げている。ビジネスアナリストたちはフォード・モーターの経営陣内における自社製品に対する支持が弱かったと述べている。エドセルと企業責任の著者で哲学者のジャン・ドイチュは、エドセルについて「悪い時期の間違った車」と評した。

### 「目的は正しかった、しかし標的は移動した」
エドセルはマーケティングの大惨事として有名である。実際に「エドセル」という名前は、製作側が「完璧」であると信じた製品又は製品アイデアにおける、実際に市場に送り出された際に生じた大規模な商業的失敗と同義語となってしまった。エドセルと同様の不運な製品は、しばしば「○○のエドセル」と呼ばれる事がある。フォード・モーター自身がエドセルの25年後に発売したフォード・シエラは、最終的な販売面での成功にも関わらず、初代モデルの急進的なスタイリングに初期の購入者は少なからず反感を覚え、その様子がエドセルと比較されたという。エドセル計画の無残なまでの破綻の経過は、企業経営者に対して販売戦略の失敗が商品の売れ行きにどれ程の悪影響を及ぼすかについての明快な教材を与えた。エドセルの失敗が非常に悪い主な理由としては、4億米ドルを投資したフォード・モーター自身が、製品の開発から車両の設計、製造、ディーラー網の設立に至るまでの間に失敗が起こる事を全く予期していなかった点にある。信じられない事に、フォード・モーターはそのような投資を行う事が賢明か否かを判断しようともせずに、新製品ラインの開発に4億米ドルもの投資を行ってしまった。
プレスリリースでの広告キャンペーンでは「もっと貴方のアイデアを。」と宣伝され、雑誌のティーザー広告では、車体全体の写真を非常にぼやけたものとしたり、車体が紙や幌で包み込まれていたりしていて、実際にフォード・モーターはエドセルの初期の開発段階や、新しい販売店へ車両を出荷する段階までに、販売店の真の消費者に対してエドセルの独特なスタイリングコンセプトを「テスト販売」した事が一度もないままだった。エドセルは販売店に出荷される際にも店頭在庫車に至るまで厳重に梱包されたままだった。消費者は、発売日に店頭を訪れるまでエドセルのスタイリングの全貌を知る術もなく、店頭で目の当たりにした実物を前に驚きと共に落胆の眼差しを向ける事になった。アイオワ州エイムズの地元紙、エイムズ・トリビューンの1957年9月5日付けの記事では、エイムズのエドセル販売店には発売日に1万人もの群衆が押し寄せた事が記されている。当時のエイムズの人口は約2万7千人である事から、人々のエドセルへの関心が如何に高かったかが窺い知れる。また、全米では延べ250万人もの人々が発売日にエドセル販売店を訪れたとされているが、1958年式の販売台数が7万台足らずである事から、来場者が実際に成約に至った率は3%にも満たなかった事になり、人々がエドセルに対して抱いた失望の度合いも窺い知る事ができる。発売日の翌月に放送されたエドセル・ショウはフランク・シナトラやルイ・アームストロングをはじめとする、当時の米国の最高の歌手やミュージシャンを集め、ポップスの歌唱やジャズの演奏の合間にエドセルの紹介を行う番組構成で、全米視聴率は実に30%に達し累計で5000万人が視聴し、同年でも最高のミュージカル・ショウ番組であるとされ、第10回エミー賞にもノミネートされたが、視聴者からもその程度の受け止められ方しかされず、「シナトラのようにエドセルに乗るか？と問われたら、ノーと答えるだろう。」という冗談すら語られる程であった。
一般市民はエドセルが何であるかを理解する事も難しかった。主にフォードやマーキュリーの市場価格セグメント内で、エドセルの価格設定を誤ってしまったためである。理論的にはエドセルはフォード・モーターのマーケティング計画の中ではフォードとマーキュリーの間に配置されるブランドとして考案された。しかし、1958年にエドセルが発表された時、エドセルで最も安価な車種であるレンジャーは、フォードで最も高価で高級なトリムレベルのフェアレーンよりも249米ドル高く、マーキュリーで最も安価なマーキュリー・メダリストのベースモデルより63米ドル安い範囲の価格であった。ただし、フェアレーンとレンジャーは一見するとある程度の価格差が有るように見えるが、実際には上位モデル扱いのフェアレーン500が車体形状により価格にかなりの幅があり、最も高価なフェアレーン500はレンジャーのベースモデルよりも逆に15米ドル高くなった。エドセルの中間価格帯であるペーサーとコルセアはマーキュリー・モントレーやメダリストよりも高価であった。最上位のエドセルであるサイティーション・4ドアハードトップは下記の価格表で示すとおり、中間価格帯のマーキュリー・モントクレア・ターンパイク・クルーザーに正しく競合するように価格設定された唯一の車種であったが、不幸な事に1958年のフォードには革新的な電動ハードトップを備えたフェアレーン500・スカイライナーと、女性向けスペシャリティカーとして企画され、その年のモータートレンド・カー・オブ・ザ・イヤーにも選出されたサンダーバードという特別なモデルが追加されており、ペーサーやサイティーションの最上位モデルとほぼ変わらないかそれを上回る価格設定がされていた。
| 1958年のフォード・モーターの乗用車車体価格表(FOB)構成 |                              |                                                     |                        |                         |
| フォード                                              | エドセル                     | マーキュリー                                        | リンカーン             | コンチネンタル          |
|                                                       |                              |                                                     |                        | マークIII $5,825–$6,283 |
|                                                       |                              |                                                     | プレミア $5,318–$5,565 |                         |
|                                                       |                              |                                                     | カプリ $4,803–$4,951   |                         |
|                                                       |                              | パークレーン $3,867–$4,118                          |                        |                         |
| サンダーバード $3,631–$3,929                          | サイテーション $3,500–$3,766 | モントクレア ターンパイク・クルーザー $3,498-$3,577 |                        |                         |
|                                                       | コルセア $3,311–$3,390       | モントクレア $3,236-$3,536                          |                        |                         |
| フェアレーン 500 スカイライナー $2,650–$2,942         | ペーサー $2,700–$2,993       | モントレー $2,652–$3,081                            |                        |                         |
| フェアレーン / フェアレーン 500 $2,235–$2,499         | レンジャー $2,484–$2,643     | スタンダード $2,547–$2,617                          |                        |                         |
| カスタム / カスタム 300 $1,879–$2,157                 |                              |                                                     |                        |                         |

上記の価格表は各部門の車種の基準価格を示したもので、実際には税金の賦課や、強力なエンジンや多段数の自動変速機、カーエアコンなどの注文装備を発注する事で、全体的に上振れする事に留意されたい。
エドセルは単に自らの姉妹部門の車種との競合に晒されたばかりでなく、購買層もエドセルが何を想定していたのか、例えばマーキュリーよりも上位なのか否かすらも正確には理解できなかった。エドセルはフォードの上、マーキュリーの下という位置付けにもかかわらず価格設定があいまいで、実際にはマーキュリーの中・下位モデル、フォードの上級モデルと殆ど変わらぬ価格で、差別化に失敗していた。これら販売戦略のまずさに、デザインと品質の問題が重なり、エドセルの販売実績は低迷した。
エドセルが正式発表され、一般公開された後、エドセルは自動調整機構付きリアブレーキやシャーシへの自動給脂装置など多くの新機能を提供したにも関わらず、試作段階の広報ではそれが提示される事はなかった。フォード・モーターの事前の市場調査では、これらの機能やその他の機能によって、Eカーが自動車購買者にとってより魅力的な商品となる事が示されていたが、エドセルの販売価格は購入者が快く支払える価格帯を上回った。多くの潜在的な購入層はエドセルの基準価格のみを見てディーラーを去り、同じフォード車ならばフォード部門の最上位の車種をフル装備で購入するか、マーキュリーの下級車種を基準価格で買う事を選んだとされる。
| 1958年のフォード・モーターのステーションワゴン車体価格表(FOB)構成 |                                         |                                                |
| フォード                                                          | エドセル                                | マーキュリー                                   |
|                                                                   |                                         | コロニーパーク 4ドア9人乗 $3,775               |
|                                                                   |                                         | ボイジャー 2ドア6人乗-4ドア9人乗 $3,535–$3,635 |
|                                                                   | バミューダ 4ドア9人乗 $3,212            | コミューター 4ドア9人乗 $3,201                 |
|                                                                   | バミューダ 4ドア6人乗 $3,155            |                                                |
|                                                                   |                                         | コミューター 2ドア6人乗 $3,035                 |
|                                                                   | ヴィレジャー 4ドア6-9人乗 $2,933-$2,955 |                                                |
|                                                                   | ラウンドアップ 2ドア6人乗 $2,841        |                                                |
| カントリー・スクワイア 4ドア9人乗 $2,794                          |                                         |                                                |
| カントリー・セダン 4ドア6-9人乗 $2,557–$2,664                     |                                         |                                                |
| デル・リオ 2ドア6人乗ロングボディ $2,503                          |                                         |                                                |
| ランチ 2ドア6人乗 $2,397–$2,451                                   |                                         |                                                |

しかし、1958年のステーションワゴンの価格設定を見ると、上記の通りバミューダとコミューターの4ドア9人乗り車を除いては、エドセルのステーションワゴンはフォードとマーキュリーの価格帯と直接競合する事を避け、エドセル計画の当初の構想通り「マーキュリーとフォードの間を埋める」価格帯を形成できているが、販売台数は最も売れたヴィレジャーの4ドア6人乗りでも2,300台に届かない数で、車種毎に1万3千台から6万8千台前後の売り上げを残したフォードのワゴンはおろか、ワゴンとしてはかなり高価となる為、売れ行きがフォード程は伸びにくいマーキュリーのワゴンの総販売台数にも遠く及ばなかった事から、価格設定の誤りがエドセル低迷の直接の要因ではなく、単に車の完成度の欠如に因るものであるという論を補強するものとなっている。
ちなみに、1958年の一時的な不況を受けて販売が急伸したとされるフォルクスワーゲン・タイプ1は1958年式の希望小売価格(MSRP)が$1,545、同年に日本より初めて北米輸出が始まった日本車の一つであるダットサン・1000は1958年式のMSRPが$1,606だった。当時のアメリカ車にはこのような小型小排気量の輸入車に対抗するコンパクトカーが各社のラインナップに存在しなかった。アメリカ車においてこの状況が解消されるのは、AMCのランブラー・アメリカン(1958年)、スチュードベーカー・ラーク(1959年)、そしてビッグスリーが先達の車両を十分リサーチした上で1960年に相次いで北米市場に投入したプリムス・ヴァリアント、シボレー・コルヴェア、フォード・ファルコンを待たねばならなかった。いずれの車両もベースモデルのエンジンを直列6気筒や水平対向6気筒までランクダウンさせる事で2,000米ドルを切る低価格を実現しており、エンジン性能で劣る日本車や欧州車、燃費や小回りで劣るV型8気筒のフルサイズ米国車にとって強力な対抗馬となった。
翌1959年のエドセルはサイティーションとペーサーを廃止し、中級価格帯のコルセアについては大幅な値下げを敢行した。しかし、これは実態としてはペーサーをコルセアに名称変更して存続させたと考えた方がより正確である。1959年のエドセルはマーキュリーベースの車種が全廃され、フォードベースの車種のみが残ったとされている為である。1959年式コルセアは$2,812-$3,072の範囲となっており、1958年式ペーサーよりも僅かに上方の価格帯が設定されたが、不幸な事にこの年のフォード部門は最廉価のカスタムを廃止し、カスタム300とフェアレーンの価格を全体的に引き上げてレンジャーに近づけた上、フォード・ギャラクシーをフェアレーン500の更に上位のモデルとして追加してしまった。1958年式フェアレーン500から豪華版コンバーチブルのサンライナー、電動ハードトップのスカイライナーを引き継いだ1959年式ギャラクシーは各型合計46万台余りを売り上げる空前のヒット作となり、1959年式エドセルはおろか、1959年式マーキュリーの下位モデルの売り上げをも侵食する程の結果を残した。結局、この年のエドセルは1958年不況の反動から自動車業界全体が約29%の売り上げの回復がもたらされたにも関わらず、1958年よりも却って販売台数が低下した。その一方でサンダーバードは前年より順調に販売台数を伸ばし、エドセルの価格帯より遙かに高価であるにも関わらず、単一の車種でエドセル全体をも上回る6万7千台を販売した。こうした結果も、1958年アイゼンハワー不況がエドセル低迷の直接の要因ではなく、単に車の完成度の欠如に因るものであるという論を補強するものとなっている。そして1960年、最後のエドセルは名実共にフォード・ギャラクシーの兄弟車種のような扱いにまで墜ちていった。

### 間違った時期の間違った車
エドセルに不利に働いた外的要因として、1957年の後半から米国が陥ったアイゼンハワー不況が挙げられる。
エドセルの複合した問題としては、既にビッグスリーの中で地位が確立したブランドであるポンティアック、オールズモビル、ビュイック、ダッジ、デソートだけでなくフォード・モーター自身の姉妹部門であるマーキュリーとも競合しなければならない事実があった上、エドセル自身は購買者との間のブランド・ロイヤルティが無いままこれらのブランドに立ち向かわねばならない悪条件が重なっていた。
仮に1957年から1958年の不況が無かったとしても、エドセルは縮小するフルサイズという市場に参入しなければならなかったであろう。1950年代の初頭、Eカーが開発の初期段階にあった頃、フォード・モーター副社長アーネスト・ブリーチは、フォード・モーター経営陣に対して中間価格帯に未開拓の大きな市場が眠っている事を提示して理解を得た。当時のブリーチの分析は概ね正しかった。1955年にはポンティアック、ビュイック、ダッジが200万台を販売した。しかし、エドセルが参入した1957年秋までに市場の構成は大幅に変化していた。戦前の1920年代以来の伝統があり、1930年代初頭の世界恐慌期の大量倒産を潜り抜けてきた中間価格帯分野の独立系メーカーはこの時期軒並み破産に向かいつつあり、その窮地からの逆転を望み、パッカードはスチュードベーカーと合併したが、経営陣は1958年を最後にパッカード・ブランドの下での自動車生産を取り止める決定を下した。1957年から1958年に掛けてのパッカードは、スチュードベーカーよりも遙かに少ない台数しか販売できなかった。アメリカン・モーターズはエコカーを求める新興購買層に対応するため、コンパクトカー専門のランブラーを立ち上げ、合併前から存在した中級車ブランドのナッシュとハドソンの廃止を1957年のモデルイヤー後に決定した。クライスラーが販売したデソート部門も1957年から1958年に掛けて50%以上と劇的に売り上げを落とした。デソートはこの売り上げの低下が1959年も回復せず、ミシガン州ハイランドパークでの製造とブランド廃止を1961年に決定した。1958年の不況は期間こそ短かったものの、米国自動車産業にもたらした影響は1930年代の世界恐慌後の独立系メーカーの大量倒産に並ぶ程巨大なものであった。
確かに殆どの自動車メーカー、例え新しいモデルを導入していないブランドですらも売り上げは減少した。米国内メーカーの中では、唯一ランブラーとリンカーンのみが1957年と比較して1958年に販売台数を伸ばした。顧客の間では燃料効率の高い車、即ち燃費の良いエコカーを購入する動きが始まり、この受け皿となったフォルクスワーゲン・ビートルは1957年以降年間5万台を超える勢いで売り上げを伸ばしていた。エドセルはパワフルなエンジンを搭載しており、加速は強力であったが、プレミアムガソリンを必要とし、市街地走行での燃費は1950年代後半の車の中では貧弱な部類であった。また、エドセルが選択したフルサイズという巨大な車体は高速走行には適していたが、市街地での取り回しには難があり、こうした点でも輸入される小型車に対する劣位となった。元よりアメリカ車の中でもフルサイズという車体ジャンル自体、1950年代を頂点に次第に衰退していく傾向があったが、エドセルが登場した1958年のモデルイヤーは、エンジン性能や高速走行時の信頼性などの面でアメリカ車にはまだ全く太刀打ちできない状況ではあったものの、ダットサン・1000やトヨペット・クラウンなどの日本車の輸出が正式に始まった年でもあり、1950年代の米国自動車文化を形作った1950年代の米国自動車産業全般に見られた、ハイパワー・大排気量一辺倒のアメリカ車の地位が根本から揺らいでいく兆しが現れた時期であった。
フォード・モーターは適切なマーケティング調査こそ行っていたが、フォードとマーキュリーのギャップを埋めるには誤った製品がリリースされた。1958年までに、顧客はエコカーに夢中になり、エドセルのような大型車は購入して所有するには高価すぎると見なされた。フォード・モーターが1960年にファルコンを導入した時、最初の年だけで40万台以上を売り上げた。フォード・モーターはエドセルの失敗を真摯に受け止め、エドセルに早期の段階で見切りを付けた上で、生産工場の拡張とエドセルの廃止により余剰となった製造施設に追加投資を行う事で、ファルコンとその後の成功が可能となった。
1965年、中間価格帯の市場は1958年以前の水準に回復し、フォード・モーターが満を持して投入したのがギャラクシー500・LTDであった。大衆車ブランドであるフォードの名を冠しながら、ハイパワーなエンジンと豪奢な内外装、高級車に比肩する静粛性を備え、高い付加価値のある製品となったLTDの成功はシボレーにも影響を与え、1965年のモデルイヤー中期にシボレー・カプリスのトリム・オプションとして4ドアハードトップの最高級モデルにインパラを追加させる事となった。

### エドセル、困難であった命名
エドセルという車名は、その人気の欠如の更なる理由としてしばしば言及される。車両の命名案としてエドセル・フォードの名を用いる事は、計画の初期から存在していた。しかし、フォード家はその名称の使用に強く反対した。特にヘンリー・フォード2世は良き父の名を何千ものホイールキャップに付けて回転させたくはないと宣言した。フォード・モーターは仕方なく社内調査を行い社員へのアンケートを行った他、社員を映画館の外に立たせて来場者に聞き取りを行い、そのアイデアを幾つかの案として提示したが、それでも結論には達しなかった。
フォード・モーターはまた、広告代理店のフット、コーン&ベルディングに名称の考案を依頼した。FCBは報告書の中で6,000以上の名称案を提示したが、フォード・モーターのアーネスト・ブリーチは命名に適した名は6,000余りの候補の中には一つもなかったとコメントした。これらの名称案の中で初期に最終選考まで残った物の中にはサイティーション、コルセア、ペーサー、レンジャーが含まれており、最終的にエドセルの車両のシリーズ名に転用された。
名称案の選定は迷走を極め、マーケティング・リサーチ部門のマネージャーであったデビッド・ウォレスは、同僚のボブ・ヤングと共に非公式に自由思想詩人のマリアン・ムーアを招待し、名称案を募るに至った。ムーアの発案は自由奔放で創造的なものではあったが、「ユートピアン・タートルトップ」「パストログラム」「ターコティンガ」「レジリエント・バレット」「アンダンテ・コン・モト」「マングース・シビック」など、いずれも突拍子もないものばかりであり、車名にはとても使えるようなレベルではなかった。
ヘンリー・フォード2世が不在の理事会の席上、議長を務めたアーネスト・ブリーチはこれらのある種の当て馬的な名称案までも提示した上で、最終的に創業者のヘンリー・フォードとその息子で元社長のエドセル・フォードへの敬意を表して、「エドセル」の名称を用いる事を決定した。ウォレスはブリーチの裁定を受け、彼女の提案を含め、6,000余りの名称案の中から「エドセル」の名称が選ばれた事をムーアに対して謝辞と共に伝えた。なお、ウォレスは1975年にオートモビル・クォータリー誌にてエドセル計画の顛末を次のように振り返っており、エドセルの成功を微塵も疑わなかった当時の経営陣が想像を超えるエドセルの惨敗を前にどれ程動揺したか、その一端を窺い知る事が出来る。

### 信頼性
エドセルは他のフォード・モーター製品と基本技術を共有していたが、1958年式の車種を中心に、多くの信頼性の問題を引き起こした。車両の機械的な欠陥の報告は、主に他のフォード車の部品との混乱による品質管理の不足に起因するものであった。フォード・モーターはエドセルの車種の生産の為に独立した工場を設立する事はなく、初年度(1958年)のエドセルの車種はマーキュリーとフォード双方の工場で組み立てられた。ホイールベースが長いサイティーションとコルセアは、マーキュリーのホイールベースが短いモデルと平行して生産され、ペーサーとレンジャーはフォードの車種と共に生産された。フォードやマーキュリーを組み立てている工員は、エドセルの組立を終える度に治具と部品貯蔵ケースを交換してフォードやマーキュリーの組立を再開する必要があり、エドセルの製造は彼らの大きな負担となってしまい、結果として工員の技術・意識の両面で品質管理が行き届かないという深刻な問題が生じ、斬新なインテリアや豊富な各種アクセサリーを装備して顧客アピールを図ったにもかかわらず、肝心の製造品質の低下を招いてしまった。工員はまた、フォードやマーキュリーの組立の時間割に調整を加えずにエドセルの組立に順応する事が期待されており、結果としてフォードとマーキュリーを満足に組み立てられる水準であっても、エドセルの望ましい品質管理を達成する事が困難となった。実際にエドセルの多くは組立ライン上では未完成のままであり、一部の部品は組付け手順書と共に製造ライン上でトランクの中に放り込まれ、ディーラーの店頭で組み付けるように指示されていたが、ディーラーの手元に届いた時にはトランク内に必要な部品が揃っていない、という事もしばしばであったという。
ポピュラー・メカニクス誌は1958年5月号で、エドセルの所有者の16%が溶接不良からパワーステアリングの故障に至るまで、乏しい技量を報告した。ポピュラー・メカニクス誌のテスト車両では、その他の問題として実際の走行距離よりも少なく表示されるオドメーターや、嵐の中でひどく雨漏りを起こすトランクなどの不具合を指摘した。これらの事から、エドセルは一般的に1950年代におけるレモン(欠陥車)の代名詞とされており、「歴代ワーストの自動車」を選出する際には歴代最悪クラスとしてランクインする事も珍しくない存在となっている。なお、「レモン」という言葉自体はエドセルより後の1960年代に、フォルクスワーゲンがビートルに付いた品質上の風評を払拭するために広告上で用いた「我々はレモンを摘み取り、貴方はプラムを得る。」というキャッチコピーが発祥であるが、ウォールストリート・ジャーナルのコラムニスト、ダン・ニールがザ・タイム誌上で「史上最悪のレモン」50車種を選出したリストでは、1958年式エドセルが表紙を飾る事態となっており、シボレー・コルヴェアやフォード・ピント、ザスタバ・ユーゴ、ポンティアック・アズテックなどと並んで、エドセルはアメリカ人が連想するレモンランキングの常連となっている。

### デザイン論争

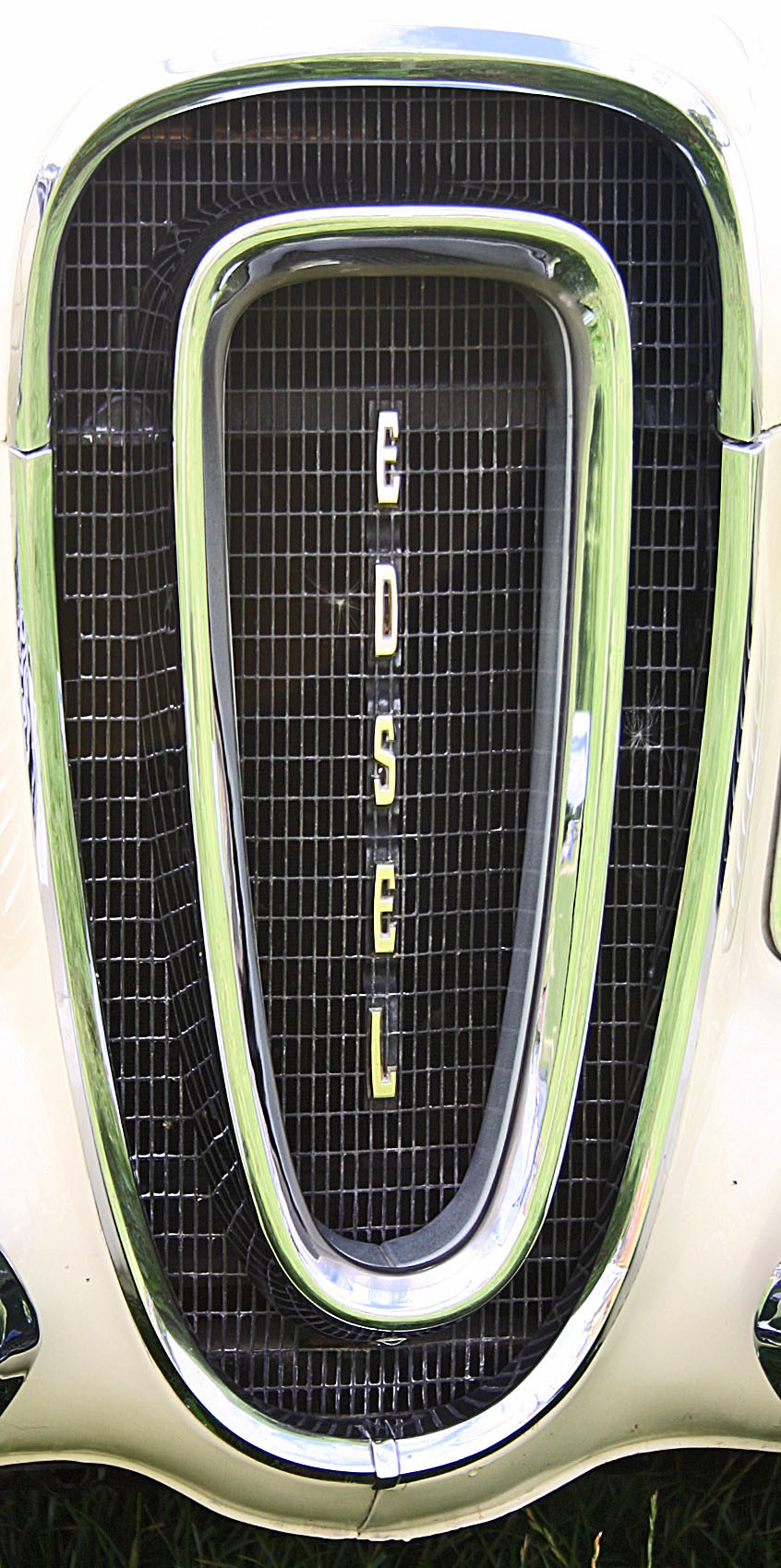
1958年式エドセルの独特のセンターグリル

エドセルの最も記憶に残るデザインの特徴は、輓馬の首輪（ホースカラー）や洋式便座とも揶揄された、商標登録のフロントグリルであった。当時人気のあったジョークとして、エドセルは「オールズモビルがレモンを齧っている」姿に似ているとも言われた。別の批評家からはそのグリルの形状が陰門に似ている事から、車の販売の失敗の要因になったともいわれた。これらのエドセルに対する嘲笑には、時のアメリカ合衆国副大統領リチャード・ニクソンまでもが便乗した。ニクソンは1958年の南米諸国歴訪時、ペルーでパレード・カーにエドセル・コンバーチブルを起用したが、ペルーの人民は反米デモを組織してニクソンの乗るエドセルに卵やトマトを投げつける事件を起こした。後にニクソンは「彼らはきっと私ではなく、車（エドセル）に対して卵をぶつけていたのだろう。車も彼らが投げていたのがレモンではなくトマトでさぞ嬉しかったことだろうね」とジョークを飛ばした。ザ・ニューヨーカー所属の漫画家、フランク・モデルはエドセル発売直後の1957年9月7日付けの同誌にて、「今週は皆にとって大きなニュースが起きた。ロシア人は大陸間弾道弾を持ち、我々はエドセルを持った」と風刺漫画で描いた。

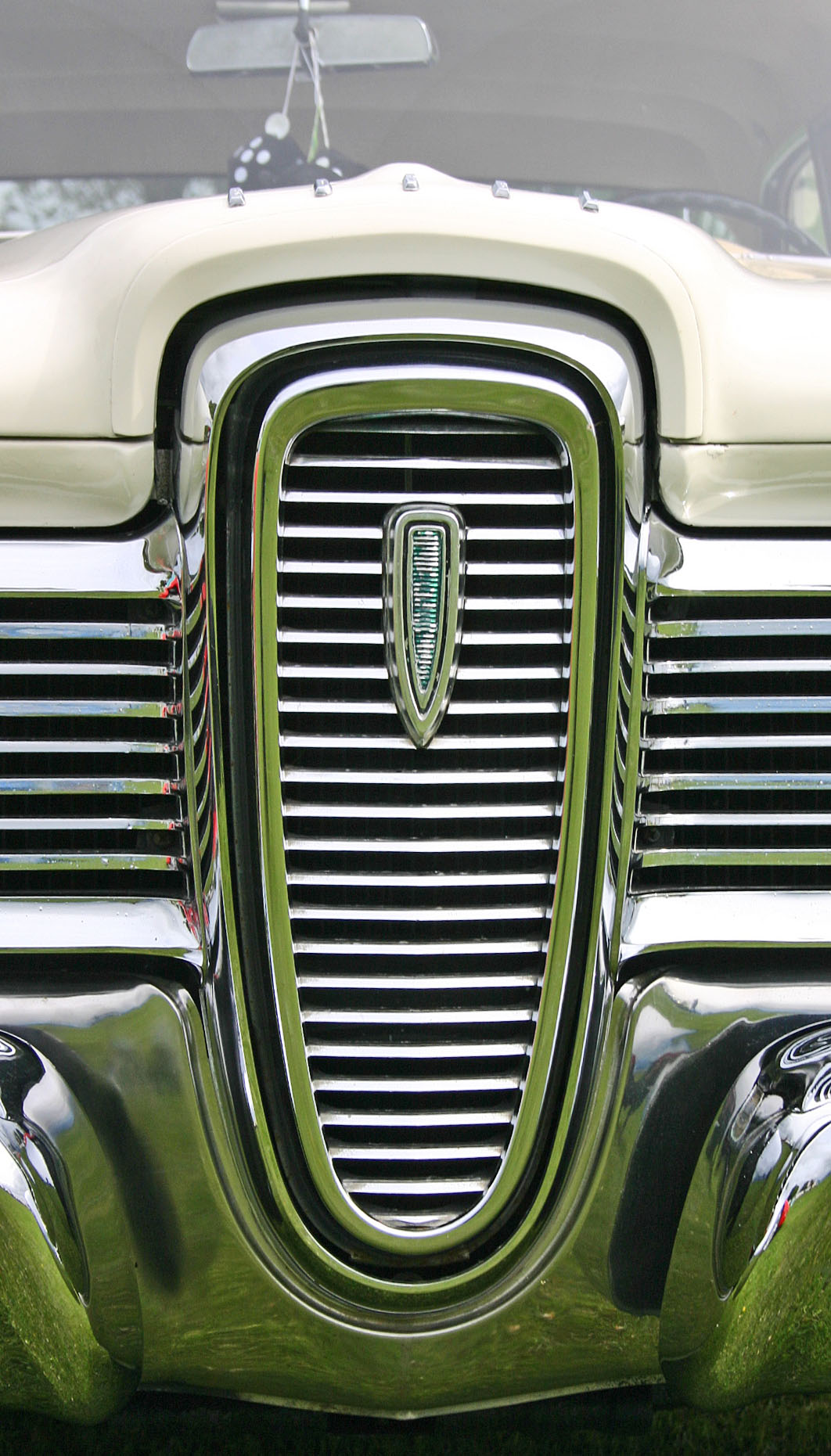
1959年式エドセルで変更されたセンターグリル

年々デザインの過激化が進んでいた当時のアメリカ車の中でも、エドセルのデザインは特に尖鋭的なものであった。元より1958年のフォード車自体が、前年の1957年式より採用されたボンネットの上にヘッドランプが載る「出目金」の様なデザインを踏襲し、2灯式ヘッドランプ化とテールフィンを組み合わせてフォード・モーター自身も「ディスティンクティブ・ルック（独特の外観）」と称したものを採用、他のメーカーやディビジョンも概ね類似したフロントフェイスを採用しており、「1958年のアメリカ車＝2灯式の出目金ランプ」とも言える状況を作りだしていたが、フォード・モーターは更なる差別化を図るため、このデザインを基礎として1958年式マーキュリーはグリルとバンパーを一体化させた「ジェットエンジン」を思わせるクロームメッキ・バンパーを前後に装着した「ジェットフロー・バンパー」スタイル、1958年式リンカーン及びコンチネンタルは「キャント・デュアルヘッドランプ(普通の2灯式前照灯ではない)」と称する斜め2連式ヘッドランプを採用するという、前衛的デザインの集合体のような状況を呈していた。このようなラインナップが連なる中でエドセルは「印象的な新スタイリング」と称して販売されたが、中央に馬蹄形の開口部を持つ奇異なフロントグリルデザインは上記の様な酷評を受け、消費者には受け入れられなかった。フォード・モーターはエドセルのデザインの尖鋭性に過度の期待を持ち、ティーザー広告の手法でデザインの核心部をぼかしたまま発売を迎えたが、開発の初期段階から発売に至るまでの間にそのデザインコンセプトについて、肝心の消費者の反応についてのリサーチを行っていなかった。殆どの購買者は発売日にディーラー店頭でエドセルの実物を目の当たりにして、驚きと失笑、そして失望の目線を向ける事となったのである。2007年、エドセル発売50周年を記念し、ワシントン・ポストのピーター・カールソンは「Edsel : The Flop Heard Round the World」と題する寄稿を行った。カールソンによれば、当時のティーンエイジャーにとっては自動車の所有は青春の目標の全てであり、新聞、雑誌、テレビCMを通じて大量に供給されるエドセルのティーザー広告にストリップ・ダンサーを見ているかの如き興奮と熱狂を覚えていた。彼らは仲間と友に開店準備中のエドセル・ディーラーに日参したが、エドセル車はヴェールに包まれ、ディーラーの建物には外壁に沿って立入禁止のロープが張られていた。最終的に、彼らはエドセルのディーラーマンの計らいでカーテン越しにエドセル車を覗く事を許されたが、大きなOの字のフロントグリルを目の当たりにした途端、はじめに幾らかの驚きとともに深い失望を抱き、最後には「裏切られた」という怒りの感情を持つに至った。彼ら若者の率直な感情を米国民の多くが共有するのには、さほど時間は掛からなかった。2008年8月のデイリー・テレグラフのアンケートでは、1958年式エドセルは「史上最も醜い100台の車」ランキングで17位に選出されており、同誌も「多くの米国人は特別な車を望んだのに、フォード・モーターは単にフォード車を手直ししただけのものを提供した。グリルのデザインは新聞ではとても書けないようなモノと比較された。結果としてエドセルは彼らを激怒させることになった」と記している。
最終的にエドセルのフロントエンド全体は、元々のコンセプトカーとは似て非なるものとなった。エドセル計画のオリジナル・チーフデザイナーのロイ・ブラウンは、「2街区先からでも容易に見分けられるような存在感のあるデザイン」の実現を目指し、1954年頃より中央に細長く、非常に繊細な開口部を持たせる事を想定して数多くのデザインイラストを描いていた。だが、車体エンジニア達は小さな開口部に起因するラジエーターの冷却効率低下によるエンジンの冷却問題の発生を恐れ、当初ブラウンが意図していたデザインを拒否し、1955年のクレイモデルの段階からグリルの開口部を大きく広げるデザイン変更を行い、現在の「馬の首輪」という不名誉な称号をもたらす事となった。その一方で、ブラウン自身は紆余曲折を経て生まれたエドセルの生産車のデザインに対しても大きな誇りと愛情を抱いており、1960年にエドセル計画が放棄された際には「2日間悲しみに打ち拉がれた」と家族に語っていた。フォード・モーターはエドセル失敗の責任をチーフデザイナーのブラウンに帰する事はせず、彼を英国資本のBMCが送り出したBMC・ミニを前に苦戦を強いられていたイギリス・フォードに派遣。1962年、ブラウンは新天地でフォード・コーティナ Mk1をデザインした。コーティナはMk1だけでも約93万台余り、後継モデルも含めると20年に渡り世界中で生産される英国車史上でも特筆に値する成功を収め、数百万米ドルの利益をフォード・モーターにもたらした。1963年、ブラウンはコーティナMk1をベースに、1961年式フォード・サンダーバード(三代目モデル、通称ビュレット・バーズ)のエッセンスを加えてリデザインしたフォード・コルセアも手掛けた。こちらも累計31万台を売る大きな成功を収め、コルセアという車名からエドセルが連想される汚名を雪ぐ効果をもたらすこととなった。ブラウンが設計したコーティナMk1はアメリカ本国にも逆輸入されて全州のフォード・ディーラーで販売され、1970年にフォード・ピントが登場するまで、フォード・ギャラクシーと日本車や欧州車との間になお存在し続けた最低価格帯のラインナップを担う存在となった。
主題となった垂直フロントグリルは1959年式では改善されたが、1960年式では廃止された。偶然にも、1960年式フォードをベースにしたエドセルは全体的に1959年式ポンティアックに非常に似ていた。逆に、1968年式ポンティアックは、1959年式エドセルに似た垂直グリルを採用した。しかし、皮肉な事に両年式のポンティアックはエドセルのような極端な不人気車とはならなかった。また、米国の自動車評論家であるダン・ジェッドリッカは、「今日エドセルの基礎デザインを酷評する人の多くが、1958年に最高潮となったゼネラルモーターズの過剰にクロームメッキを多用したオーバーデコレーションモデルの存在を考慮しておらず、エドセルのホースカラー・グリルを安易に批判する人々の多くが、1930年代のブガッティ・タイプ57Gの蹄鉄グリル、あるいは垂直グリルのデザインを基礎として1950年代に極限られた台数のみ製造されたゲイロード・グラディエーターや、パッカード・プレディクターの存在を知らないであろう」と指摘している。
テレタッチのプッシュボタン式AT操作盤は非常に複雑な機構であり、革新的ではあったが後に複数の問題も引き起こした。プッシュボタンが配置されていたステアリング・ホイールのハブは、伝統的にホーン・ボタンが配置される場所であり、人間工学上はヒューマンエラーを誘発しうる問題がある事が判明した。一部の運転手は警笛を鳴らそうとして誤ってギアチェンジしてしまう事があった。エドセルはパワフルなエンジンを搭載しており高速ではあったが、変速プッシュボタンは路上競技にも適しておらず、ドラッグレースに興じる若者からは「Dがドラッグ(牽引)、Lがリープ(跳躍)、Rがレース用だ」というジョークが生まれた程であった。制御ハーネスがエキゾーストマニホールドに近すぎたために、熱害で誤動作を起こし、時に完全に故障する事例すら報告された。ATのリンク機構を動かすテレタッチの作動モーターの信頼性も低く、ドライバーはモーターの過負荷を避けるために始動から発進するまでの間に「PからR、N、Dへ順番にボタンを押す」面倒な操作を行う必要があった。また、モーターの駆動力にも問題があり、坂道でPボタンのみで停車すると車体はAT内部でロッキングギアが噛み合う事で空走が阻止されるが、空走負荷が掛かった状態のロッキングギアを解除できる程モーターが強力ではなかったため、このような状況に陥るとPレンジが解除できず発進不能になるか、最悪の場合モーターが焼き付く故障を引き起こした。そのため、ディーラーでは購入者に対してPボタンを押す前にパーキングブレーキを必ず掛けるように指示されてもいた。結局、テレタッチ・システムは1959年式では廃止され、極めて短命に終わった。但し、テレタッチとはボタンの位置が異なるものの、プッシュボタン操作盤とモーターによる遠隔操作を用いたAT変速機構は1956年から1965年のクライスラーのパワーフライト自動変速機とトルクフライト自動変速機、あるいは1956年のパッカードのウルトラマチック自動変速機でも採用されており、モーターの駆動力に起因するPレンジの問題はどのシステムにも共通の欠点であった事は付記しておく必要がある。パッカードはこの問題を最後まで解決できず、同社にATを供給したオートライトは1957年にウルトラマチックの販売が終了すると早々に金型や補修部品を廃棄してしまい、製品ライフサイクルを意図的に下げる事で問題の終息を図った。クライスラーはPレンジ自体をプッシュボタンに設けず、Pレンジへの操作を原則として手動レバーとする事で問題の対策とした。クライスラーのシステムはロッキングギアがATに内蔵される1960年式まではフロア上のレバーで変速機のアウトプットシャフト上に内蔵されたドラムブレーキ、1960年から64年に掛けてはプッシュボタンに併設された小型のレバーでPレンジのロッキングギアを操作するものであった。

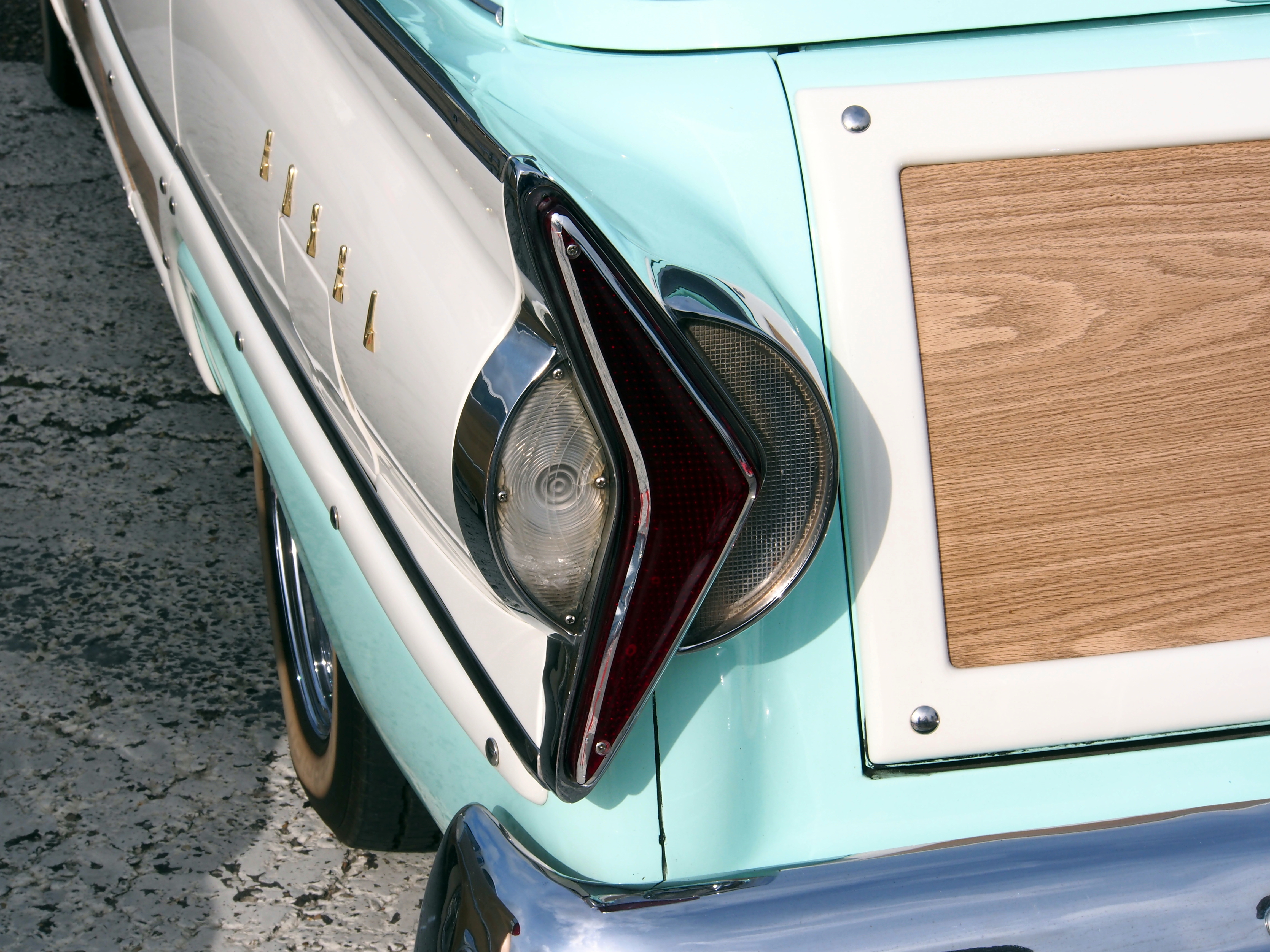
"どちらへ方向転換するか分かりにくい"と酷評された1958年式バミューダのブーメラン・テールランプ

1958年式のエドセル・ステーションワゴンのテールランプにも苦情が沸き起こった。そのレンズはブーメラン形だが、車体の内側に向けて折れ曲がるようにデザインされた。結果として後続車両からは一定の距離から見ると、後部方向指示器が示す点滅が、曲がる方向と反対方向を指し示しているように見えた。左折の方向指示を出した際、その矢印の形状は右折を示している様に見え、逆もまた同様であった。しかし、フォード車ベースのステーションワゴンにエドセル部門設計陣が後部から独特な外観を与えるための余地はほとんど残されていなかった。フォード部門経営陣はエドセル部門の為だけにボディ板金の金型を変更する事は出来ないと主張したためである。結果としてエドセル部門設計陣がデザインの変更を許された箇所は、テールランプとトリムのみであった。ブーメランに加えて個別の方向指示器を装備する事でこの問題を回避できる余地はあったが、米国の自動車産業は1958年時点でそのような部品を供給していなかった。恐らくこの問題はエドセルが市場に投入されるまで真剣に考慮された事はなかったとみられる。

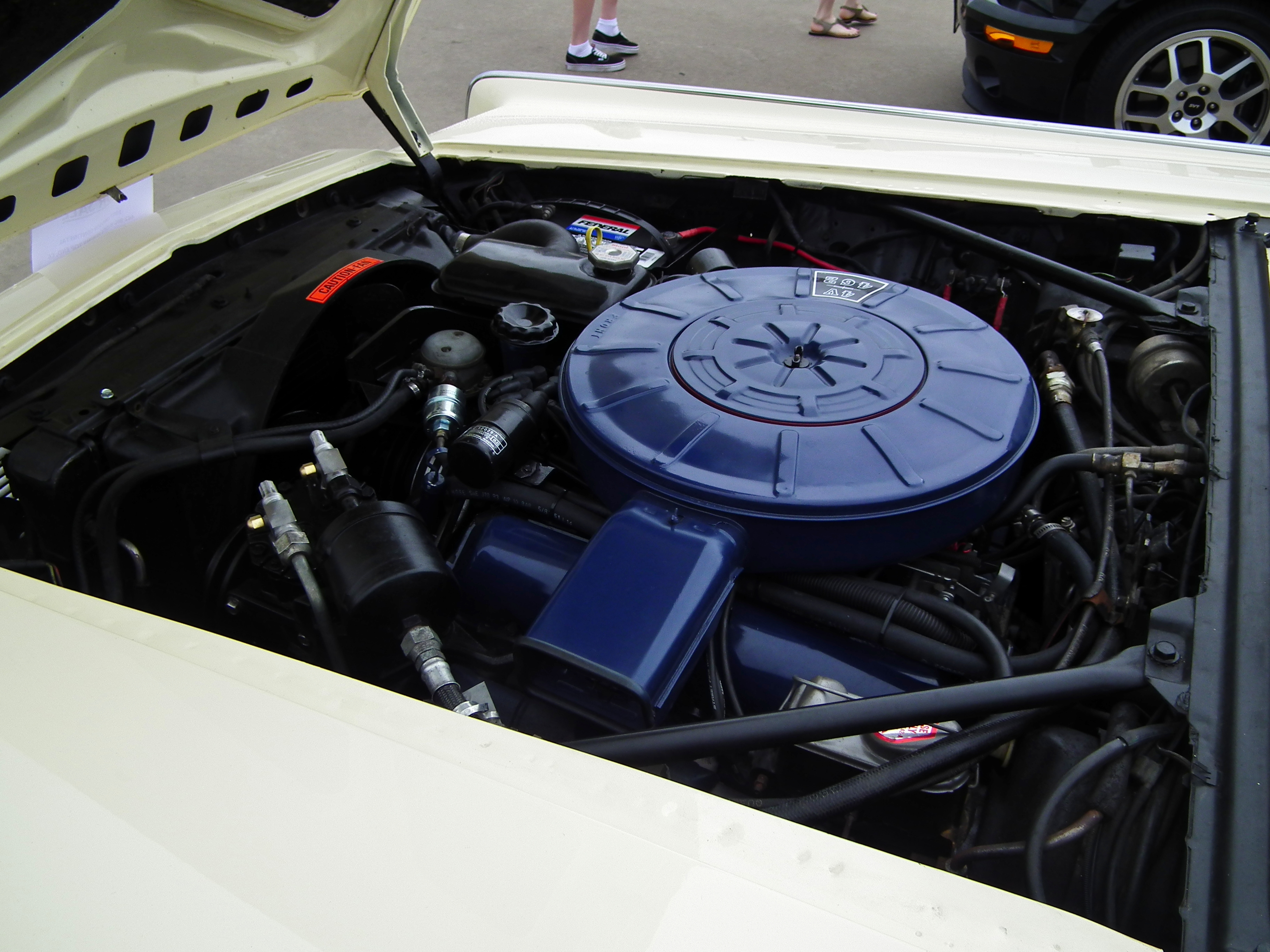
1967年式リンカーン・コンチネンタルのリンカーンコンチネンタルV8 (462)。マーキュリーベースのサイティーションとコルセアには410立方インチ(6.7L)、340馬力以上の強力なE-475が搭載されたが、ディーゼルエンジンに似たシリンダーヘッドはチューナーには不評であった。

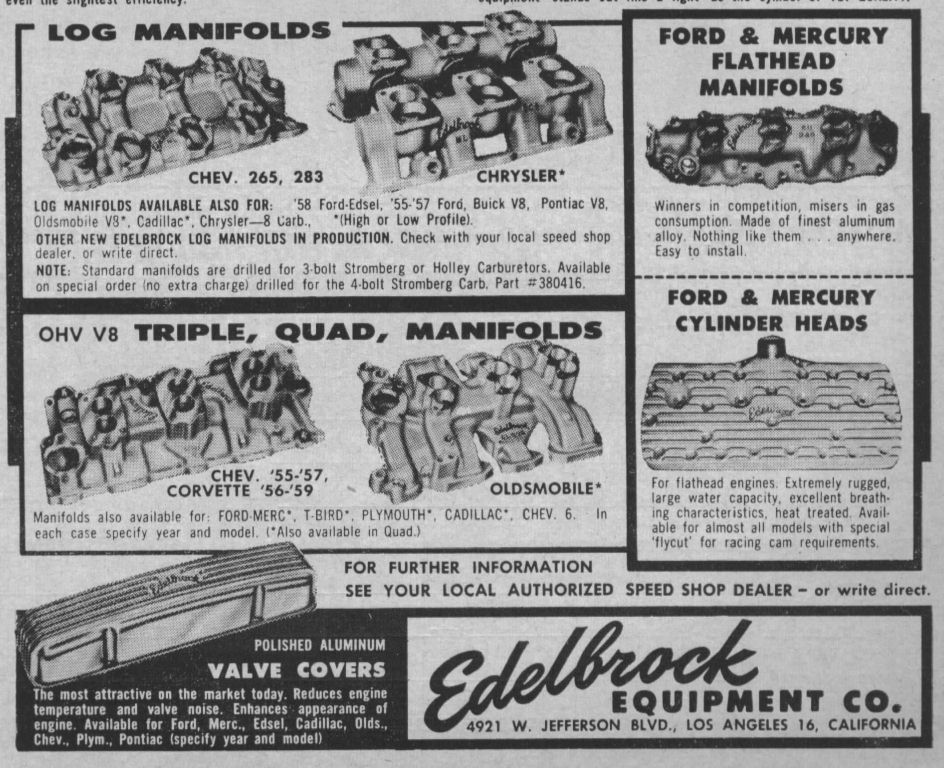
1958年当時のエーデルブロックの広告。掲載されているインテークマニホールドはE-400用のもので、チューナーの間ではE-400を搭載したフォードベースのペーサーやレンジャーが好まれた。

当時の整備士は410立方インチのE-475を警戒していた。なぜなら、このエンジンのシリンダーヘッドは完全なフラットヘッドであり、シリンダーヘッド側に明確な燃焼室が存在しなかった。これだけであれば多くのディーゼルエンジンと余り変わらないが、MELエンジンの独特な点としてシリンダーヘッドはピストン頂面に対して斜めに配置され、片側にスキッシュエリアが設けられたピストンと組み合わせる事で楔形燃焼室を形成していた。従って、燃焼はシリンダーヘッド側ではなく完全にシリンダーボア内で行われた。このような構造はエドセルと同年の1958年に発売されたシボレー・348立方インチ・W型エンジンに類似しており、製造原価と燃焼室内のカーボン形成の低減に役だった可能性があった反面、多くの整備士はこのような機構に馴染みがなかった。MEL型エンジンの楔形燃焼室は当時のフォード・モーターにより高度に計算された形状となっており、安易にこの形状を崩す社外品のフラットトップピストンを組み込むと、圧縮比の増大にもかかわらず、却って全体の性能が低下する結果を招いた。後年になってフォード・モーターが設計した燃焼室形状を元に高圧縮比とした社外ピストンが発売されたが、その特性が正しく理解されていなかった1950年代当時、従来のシリンダーヘッドのヘッドチューンに慣れた多くのチューナーは気難しいマローダーV8を忌避していた。

### 社内政治とロバート・マクナマラの役割
エドセルと、当時のフォード・モーター経営陣の一人で後にケネディ・ジョンソン両政権の国防長官を務めたロバート・マクナマラの関係は、エドセルに批判的な多くの人々によりしばしば失敗の要因として言及される。国防長官としてのマクナマラが開発に深く関与したF-111 アードバーク戦闘爆撃機の渾名の一つが「フライング・エドセル」と呼ばれる等、「マクナマラ自身がエドセル計画の推進者であった」という構図は、マクナマラ自身がケネディ・ジョンソン両政権下にて、米国の事実上の敗戦で幕を閉じる事となるベトナム戦争の推進者であった事の批判や世界銀行総裁としての批判と併せて、ザ・タイム等のメインストリーム・メディアでもしばしば言及されてきた。しかし、「Disaster in Dearborn: The Story of the Edsel」を著したトーマス・E・ボンソールによれば、それは必ずしも正確な認識では無いとしている。
エドセルの物語の興味深い側面は、社内政治が社内のアイデアを潰してしまう事例のケーススタディーとなっている点である。エドセル自体の車両としての完成度とフォード・モーターの楽観的な車両計画が失敗の要因として最も挙げられるものであるが、フォード・モーターの社内資料によれば、エドセルは実際にフォード・モーター経営陣の間における意見の相違の犠牲者となっていた可能性を示している。
第二次世界大戦中に急逝したエドセル・フォードの後継に、フォード・モーターは病床に有ったヘンリー・フォード1世を経営に復帰させるというミスを犯した。ヘンリー1世は既に認知症の症状を呈しており、フォード・モーターは大戦末期には国有化一歩手前の状態まで経営状態が悪化していた。第二次大戦終結後、アメリカ海軍から復員したヘンリー・フォード2世はヘンリー1世の早期の引退を望むエレナー・クレイ・フォードら創業家一族の後押しもあり、急遽フォード・モーターの指揮を執る事となったが、若年故に経営経験が不足していたヘンリー2世を補佐する目的で、ロバート・マクナマラを始めとする"ウィズ・キッズ"(神童)と呼ばれる10名の元アメリカ陸軍航空軍の軍人達が採用された。彼ら10人はアメリカ陸軍の若手将校の中でも、戦争の4年間で平時の25年に相当する経験を積んだと評価された最精鋭の管理チームであり、特にマクナマラの米陸軍航空隊時代における兵站や軍需物資の生産管理手法を応用したコスト削減及び抑制のスキルは、戦後崩壊寸前の状況にあったフォード・モーターを立て直す事に貢献した。結果として、マクナマラはフォード・モーター社内で相当な発言力を持つ様になった。実際にヘンリー2世は何か経営上の疑念が生じた時には必ずマクナマラに助言を求め、マクナマラ自身も曖昧な見立てや観測ではなく、具体的な事実と数字に基づく明快な回答を行っていたため、ヘンリー2世はマクナマラに全幅の信頼を置いていたとされている。しかし、マクナマラはGMやクライスラーに対抗する目的で多ディビジョン化を推進していた長老のヘンリー1世の方針とは逆に、同社の他の製品をほぼ完全に排除するかの如くフォード車のマーケティングに専念していた。従って、マクナマラの高度なスキルは同社が製造していたコンチネンタルやリンカーン、マーキュリー、エドセルのブランドの車体の開発やマーケティングには殆ど活用される事はなかった。
マクナマラはコンチネンタル、リンカーン、マーキュリー、エドセルの各部門の独立形成に反対し、エドセル部門設立から僅か4ヶ月後の1958年1月、リンカーン、マーキュリー、エドセルをMEL部門に統合した。彼はまた1958年にコンチネンタル部門を廃止し、リンカーン部門に合併した。彼は続いて、1958年に採用された2種類のホイールベースと独自のボディ構造の除去を目的に、エドセルに照準を合わせた。その結果、1959年のエドセルはフォード車とプラットフォームや内部ボディ構造を共有する事となった。そして、1960年のエドセルはフォード車と僅かに違う姿で登場した。マクナマラは1959年にエドセルの広告予算を削減する方向にフォード・モーター社内を動かし、1960年には実質的に広告予算を廃止するに至った。エドセルを奈落へ突き落とす最終的な打撃は1959年秋に下された。マクナマラはこの時、ヘンリー・フォード2世と残りの経営陣にエドセルが破滅したと確信させ、エドセルの生産終了と部門閉鎖を実行した。マクナマラはまたリンカーン・ブランドの廃止すら検討したが、1960年にアメリカ合衆国大統領ジョン・F・ケネディにより米国国防長官に指名された事によりフォード・モーター社長を辞任し、1961年にエルウッド・エンゲルがリンカーンを再設計した事により、その努力は水泡に帰した。
1964年アメリカ合衆国大統領選挙において、共和党候補のバリー・ゴールドウォーターはマクナマラ国防長官を非難する材料としてエドセルの失敗を槍玉に挙げた。結局、ゴールドウォーターの資金面での援助者であったフォード・モーター元副社長のアーネスト・ブリーチは、米国上院議員向けの説明において「マクナマラ国防長官は、エドセルの企画及び計画のどの部分においても一切関与はなかった。」と弁明する羽目になった。しかし、マクナマラに対するこうした個人攻撃はその後も長年に渡り続く事になった。マクナマラは後に世界銀行の総裁に就任するが、自身に対するエドセルに関連した告発が行われた際には、アーネスト・ブリーチからの弁明書簡のコピーを各報道機関に配布する様、部下に指示していたという。
なお、マクナマラ本人は生前の1997年のニューヨーク・タイムズの電話インタビューにて、自身がエドセルを好んでいなかったという事実関係は認める一方で、エドセルの商品展開に不利益となる干渉を行ったり、部門閉鎖に積極的に関与したという説については否定した。マクナマラは「私がエドセルを非合理的に閉鎖させたと主張する者は、歴史をもう一度見直した方が良い。当時誰であってもエドセルを救済できる可能性は全くなく、また救済されるはずもなかった。何故なら、エドセルは災害であったからだ。」と述べるに留まった。しかしその一方で、エドセルが一般公開される前である1957年8月28日のプレス・プレビューの夕食会の席上、マクナマラは「私はそれらを段階的に廃止する計画を持っている」という発言を行った事が記録されている。マクナマラはエドセル発表の翌日、フォード・モーター副社長に就任し、フォード・モーター製の全ての自動車とトラックの販売に関する権限を握った。マクナマラはエドセル発売の僅か4ヶ月後にMEL部門統合を断行し、1959年にはエドセル・ディーラーの多くを他ディビジョンのディーラーに転換させた。エドセルの拡販を諦めていなかった多くの熱意あるディーラーマンが、この時エドセルの販売から離れていった。自動車ライターのジョセフ・シャーロックはこうした状況を総括し、「まだ乳児であったエドセルを、マクナマラは複数回も突き刺した。これではブランドが生き残れなかったのも不思議ではない。」と評した。
マクナマラがフォード・モーター社内で独自に研究していた事は、シートベルトを始めとする先進的な安全装備、燃費の良い小型の車体、そして後年の自動車排出ガス規制を先取りする様なエミッション・コントロールのシステムであった。これらは1950年代のアメリカの自動車産業ではほとんど考慮されていない事であり、シートベルトに至っては装着する事が運転者の運転技術を信頼しない事を意味する侮辱と捉えられる風潮がある状況であった。マクナマラの部下であったリー・アイアコッカの回想によれば、1950年代に排気ガスの排出量について熱弁を振るうマクナマラに対して、それが何を意味しているのか社内の誰も理解できていない状況があったという。また、マクナマラは自身が提唱する安全装備の普及により自動車事故に起因する搭乗者の傷害を半減出来ると信じており、マクナマラの理念が多数盛り込まれた1956年式フォードは、同年式のシボレーに19万台以上販売台数で差を付けられた。彼を信頼したヘンリー2世ですら、こうした事態に激怒し「シボレーは車を売っているが、マクナマラは安全を売っている。」と周囲の記者に愚痴を零す始末であった。しかし、マクナマラが心血を注いだ1956年式フォードは、1965年に制定された最初の米国連邦自動車安全基準を完全にクリアする先進性を有していた。
マクナマラは自動車に対して資産的な価値や蒐集対象、あるいは技術者の理想の具現対象といった思想を持っておらず、飽くまでも「単なる移動手段」としか捉えていなかったが、それ故に自動車が「安価で安全に家族を輸送できるモノ」である事を追究し、大胆なコストカットの提案やそれまでの米国自動車業界で至上とされていた概念を覆す様なアイデアを次々にフォード車に投入した。一例を挙げれば、元々は2人乗りとして出発した初代サンダーバードを、1958年式の二代目サンダーバードでは後部座席を追加した4人乗りに変更し、発売初年度のみでエドセル部門はおろか、初代サンダーバードの1955年から1957年までの総生産台数を上回る販売台数を叩き出した。しかし、こうした彼の自動車に対する姿勢は、しばしばフォード・モーター社内の生粋の自動車業界人とは激しく対立する事になった。実際にマクナマラがケネディにより国防長官に抜擢され、フォード・モーターを去った直後からフォード部門内でも従来のマクナマラの方針に反する設計変更が行われ始め、本来は144立方インチ (2.4 L) または170立方インチ (2.8 L) の直列6気筒スリフトパワーシックスであったフォード・ファルコンは、1963年式にV型8気筒のチャレンジャー260V8 (4.27 L) を搭載した。これは後のマッスルカーに先行する試みであり、ギャラクシー、フェアレーン、カスタムといったマクナマラが関わった1957年式フォードの各車種も、マクナマラがフォード・モーターを去って以降1961年式フォードを境に過剰なまでの大排気量化が進んでいった。この後1960年代の10年間、フォード・モーターを始めとするアメリカ車はNASCARの全州的な人気の獲得にも支えられる形で、一時的なマッスルカー及びポニーカー全盛期を迎えるが、1970年代初頭の石油危機と共にアメリカ車の大排気量・ハイパワー路線は完全に破滅し、俗にアメリカ車の悪夢の時代とも呼ばれる長い低迷期を迎える事となってしまう。また、マクナマラがフォード・モーターを通じて自動車業界に持ち込んだコスト管理の概念は、マクナマラがフォード・モーターを去って以降は、事故で失われる人命に対する賠償金と開発コストを天秤に掛けるというマクナマラ本人の安全思想とは逆の方向に発展していき、アイアコッカが開発指揮を執った1970年のフォード・ピントによりフォード・モーターにとって最悪の結末を迎える事となる。
フォード・モーターの市場調査と社内政治の杜撰さを示す証言は、リー・アイアコッカの指揮下でフォード・マスタングを設計したドナルド・N・フレイによっても成されている。フレイによれば、マスタングなどの成功作においてしばしばフォード・モーター自ら言及する「入念な市場調査により消費者動向を事前に掴んでいた」という発言は正当ではなく、フォード・モーターにおける市場調査の結果は、しばしば実際の車体の発売後に社の内外に公開され、ひどい場合は事後に行われたものをさも発売前に行ったかの様に見せ掛けたり、発表前の市場調査結果を実際の車体の販売状況に合わせて改竄する事すらあったという。フレイはまた、車体開発において現場側の独走が経営陣に追認される事態もしばしばあった事を証言している。実際にマスタングは、エドセルの失敗を深く後悔したヘンリー2世により4度に渡り却下された企画であったが、フレイを始めとする技術陣は経営陣の承認が全く無い不安定な環境の中で秘密裡にマスタングの開発を続け、5度目の提案にて「マスタングが失敗した場合には自らの解雇を受け入れる」事を条件にヘンリー2世の承認を取り付けたという。最終的にマスタングは成功作となり、マスタングのパワートレインは豪州フォード版ファルコンにも流用されて成功を収めた。アイアコッカは「事前の市場調査と自らの先見の明」を自画自賛したが、フレイは「彼らは全体の結果を神聖化する為に、全てを後から書き換えた。あなたが今手にしているフォード・モーターの調査資料は、全くくだらないものでしかない。」と語った。

### 「歴史に残る大失敗」
上記のように綿密なマーケティングを元に莫大な開発予算と広告予算をかけ、しかもわざわざ創業者の息子の名を採用してまで市場に投入されたものの、販売が全く振るわなかったことから、「エドセル」の名は自動車業界のみならず「マーケティング史上に残る最大の失敗の実例」として語り継がれることとなった。

### 余波
作家のウィル・ジャクルによると、フォード社がエドセル計画を実行した意義は、戦後のフォード車が持っていた負のイメージを打破する為の挑戦であったという。戦後、ヘンリー2世を補佐したマクナマラらウィズ・キッズ達の活躍により、フォード社は経営こそ立て直したものの、フォード車はデザイン、性能、速度など「車の持つ魔法のような感覚」が失われ、賢明ではあるが退屈で、鈍重で、何よりも高価になっていった。エドセルはこうした閉塞状況を打破する為の一手であったが、結果的には非常に大きな失敗に終わった。しかし、ジャクルはこのエドセルの巨大な失敗こそが、ヘンリー2世に対して戦後のフォード車の問題を解決する為の手法を転換させる重大なマクガフィンになったとしている。マクナマラの政治転進後、ヘンリー2世はベビーブーマー世代に顧客層を絞り込む経営戦略を提示したアイアコッカを登用。マスタングをヒットさせた後、モータースポーツへの注力に目を向けさせ、フェラーリの買収騒動を引き起こすに至った。エドセルの大失敗は、映画『フォードvsフェラーリ』で描かれた大きな栄光(1966年のル・マン完全制覇)へと歩む過程で遭遇した幾つかのリスクを乗り越える為の勇気を、ヘンリー2世に与える原動力になったのである。
なお、映画『フォードvsフェラーリ』の作中、ヘンリー2世はキャロル・シェルビーとの会話の中で、父エドセルが心血を注いで協力した軍需工場事業についての言及を行い、フェラーリを打倒すべくシェルビー・アメリカンが造り上げたフォード・GT Mk.IIに同乗した折には、圧倒的な速度への恐怖にむせび泣きながらも「(戦争で車作りの機会を奪われたまま世を去った)父もこんな凄い車に乗せてやりたかった」と語るシーケンスが描かれている。

## エドセル・コメット

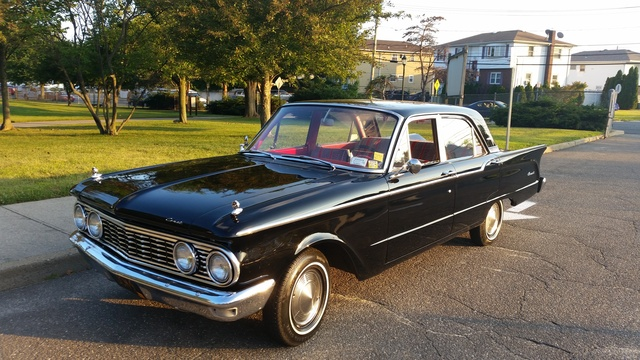
本来は1960年式エドセル・コメットとして発売される予定だった、1960年式コメット。

1960年代初頭、ファルコンが好調な販売を続ける中でMEL部門はファルコンをリデザインしたエドセル・ブランドのコンパクトカーの発売を計画した。チーフデザイナーには若手のロビン・B・ジョーンズを起用し、「ベビー・エドセル」のコードネームが与えられた。ジョーンズは単にファルコンのフェイスリフトを行うのではなく、全長をより長く、よりスタイリッシュにする事を指向し、1960年式サンダーバードのデザインからも着想を得て、傾斜したテールフィンと猫の目の様な形状のテールランプ、ロイ・ブラウンの原型デザインに近い細長いホースカラー・グリルを基調としたフロントフェイスを設計した。ベビー・エドセルはアーネスト・ブリーチにより「コメット」と命名されたが、1960年モデルとして開発されていたエドセル・コメットは、突如としてブランド変更されコメットとして、リンカーン-マーキュリー部門のディーラーに車種名にリンカーン、マーキュリーのいずれのブランド名も掲げない独立車種として割り当てられた。1960年代の新しい消費者需要を捉えていたものの、それまでのアメリカ車と比べるとチープな外見である事は否めなかったフォード・ファルコンを正調にデコレーションしたコメットは、直ちに大きな成功を収め、発売初年度だけでエドセル部門の3年間の総生産台数よりも多くの販売台数を記録した。リンカーン-マーキュリー部門で販売されたコメットのスタイリングは、エドセル・コメットのフロントフェイスからホースカラー・グリルの意匠を取り除いただけのものであったが、随所にエドセル・ファミリーの1台である事を暗示する意匠が施されたものであった。テールフィンの傾斜とテールランプのレンズ形状(エドセルの部品である事を示す"E"のアルファベットがエンボス加工で書き込まれていた)は1960年式エドセルによく似ており、インストルメント・クラスターの形状も1959年式エドセルとよく似ていた。何よりも、コメットの純正マスターキーやディーラーの店頭バナーのロゴマークはエドセルのような形状で、Eのロゴからセンターバーを取り除いてCのシェイプを形成したものであった。また、コメットのステーションワゴンには木目調外装モデルが存在し、これにはエドセル製ステーションワゴンの名を引き継いだ、ヴィレジャーのサブネームが与えられた。

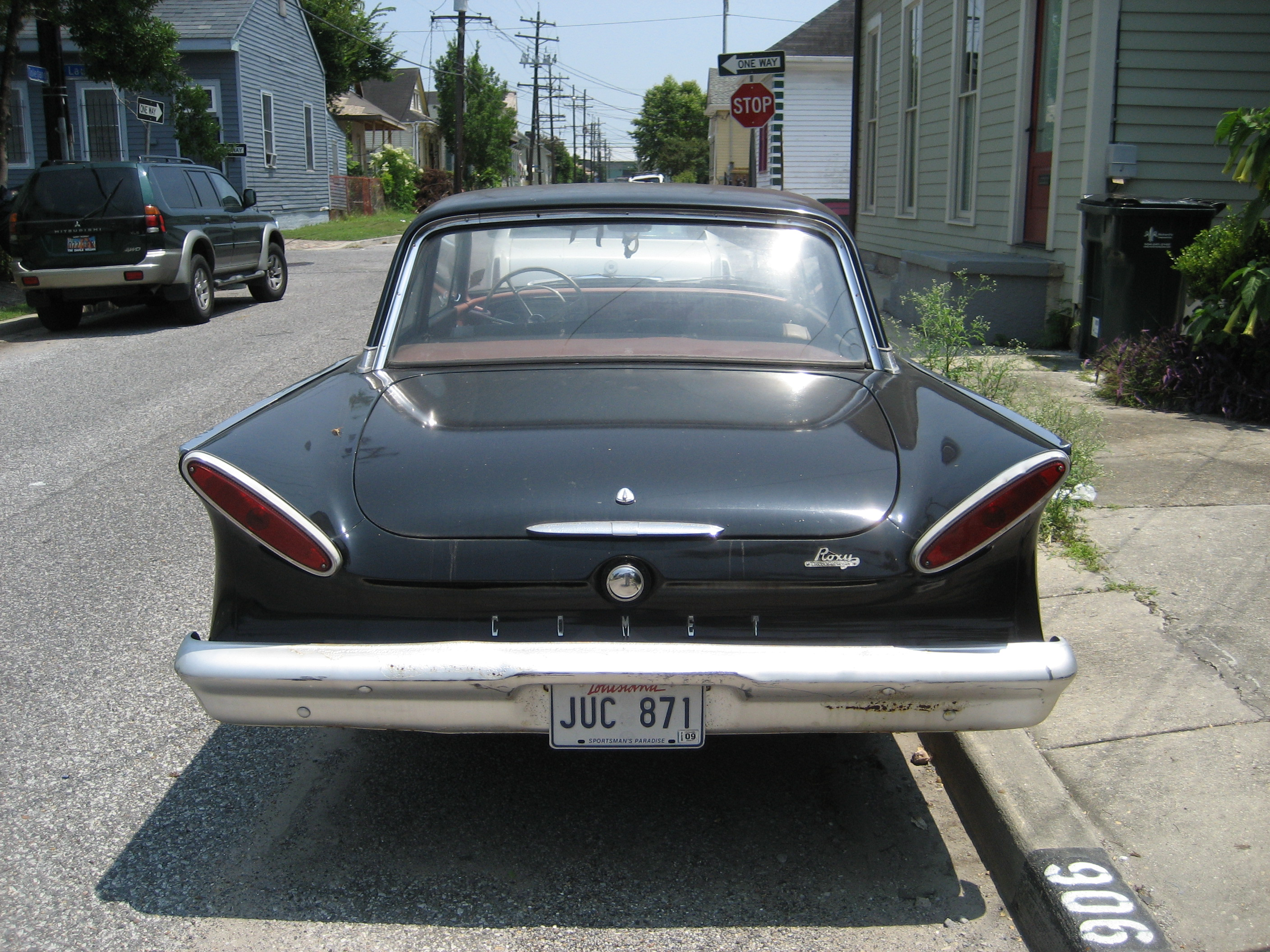
吊り目型テールランプは、1960年及び1961年式の無印コメットのみの特徴である。

1962年、フォード・モーターは正式にコメットをマーキュリーブランドに加え、コメットは新たにマーキュリー・コメットの名が与えられた。1962年式はEのアルファベットが刻印された斜め1灯式テールランプは、後述のマーキュリー・ミティアに類似したデザインの丸形連装テールランプに置き換えられ、楕円形の窓を持つ補助メーターを備えたメータークラスターのデザインも改められ、エドセルの系譜はこの時デザインの面からも完全に終焉した。1960年と1961年式にはマーキュリーの名前はどこにも書かれていない。それ以前の1960年及び1961年モデルにはマーキュリーを含めたブランドネームがどこにも示されておらず、各部のデザインもエドセルの各年式との共通項が多く現れる事から、エドセル・ブランドの最後の車として含められる事がある。

### マーキュリー・ミティア (1961年)

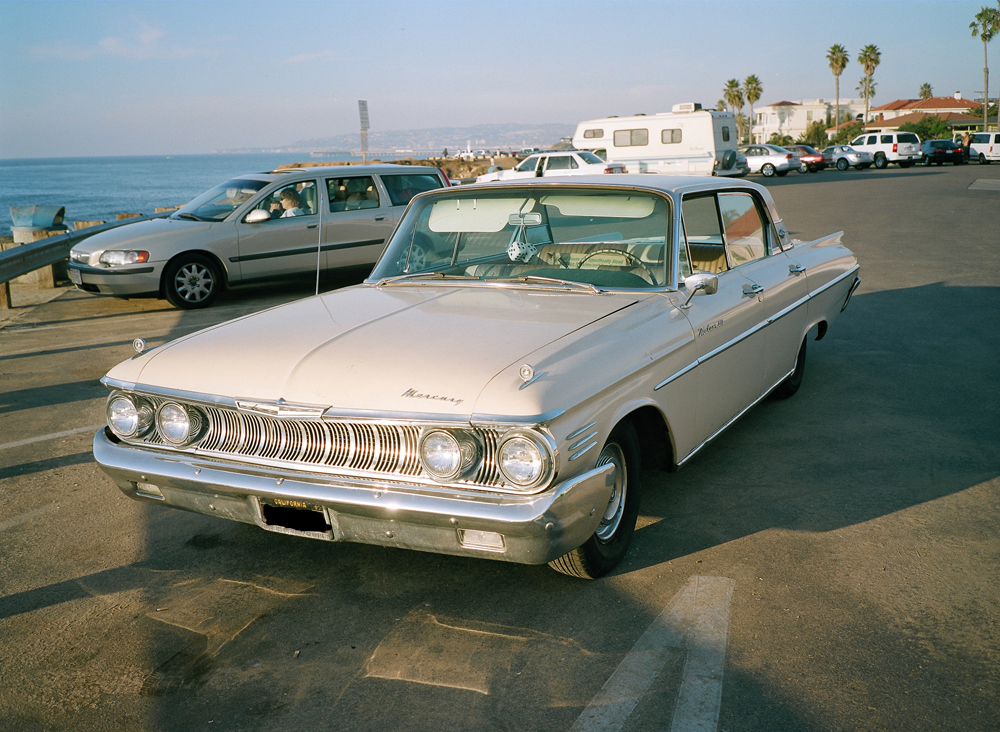
事実上の「1961年式エドセル」としての地位を担った1961年式マーキュリー・ミティア。

1961年、エドセルの部門閉鎖を終えたフォード・モーターは販売が低落気味であったマーキュリーにも予算削減の手を伸ばした。高級価格帯のモントクレアとパークレーンを廃止し、全てのマーキュリー車のホイールベースを120インチに統一した。その際に最上位モデルに昇格したモンテレーと、最低価格帯に設定された（無印の）コメットの間を埋める、「実質的な1961年式エドセル」の地位を担う車種として投入されたのが、1961年式フェアレーンをベースにした廉価版フルサイズ車のマーキュリー・ミティアである。ミティアにはミティア800とミティア600というトリムレベルが異なる二種類のモデルが設定され、800は1956年式フォードにおけるマーキュリー・メダリスト、600はマーキュリー・カスタムに相当する地位であった。外見上は600が長方形のテールランプ、800が丸目三連のテールランプを特色とした。
1961年式ミティアはエドセルの本来のコンセプトを体現したモデルとなり、600、800各型合計で5万3千台余りを売り上げた。この成功に手応えを得たマーキュリーは、翌1962年には同年式フェアレーンの中級車への移行に同調して、ミティアも中級車相当の大きさに縮小した第二世代へ移行した。しかし、1962年式及び1963年式ミティアは堅調な販売を記録したものの、下位のコメットや上位のモンテレーの販売台数を下回り、中級車市場全体では不人気な車種となってしまい、結局1963年を最後にミティアの販売は終了した。1961年式ミティアの開発にはコメット同様にエドセル計画を立案したアーネスト・ブリーチが深く関わっており、商品コンセプトの共通性からエドセルと関連性が深い車種として言及される事があり、エドセルの商品上の系譜はこの61年式ミティアの廃止をもって完全に終わったと言われる事もある。
一般的に、この時期のマーキュリー部門はエドセル部門同様にマクナマラによる予算削減と、車体の小型化要求の影響を受け、ブランドとしての力が低下し続けていた時期であった。マーキュリーが本来のリンカーンの直下のモデルとしての地位を回復するのは、（マクナマラの遺産でもある）コンパクトカーとしてのコメットが廃止され、ミティアと同じフルサイズのエントリーモデルに昇格する1966年の事である。

### マーキュリー・ヴィレジャー
エドセルのステーションワゴンの名跡であるヴィレジャーの名称は、1961年以降歴代のマーキュリー製ステーションワゴンの木目調パネルモデルのサブネームとして断続的に使われ続けた。1960年から1967年までのマーキュリー・コメットのステーションワゴンの他、1970年から1976年までのマーキュリー・モンテゴ、1975年から1980年までのマーキュリー・ボブキャット、1977年と1982年のマーキュリー・クーガー、1978年から1981年のマーキュリー・ゼファー、1981年から1984年のマーキュリー・リンクスである。1993年から2002年には、日産・クエストのOEM車種ではあるが、マーキュリー・ヴィレジャーとして独立した車種の名称としても用いられた。

## 現在

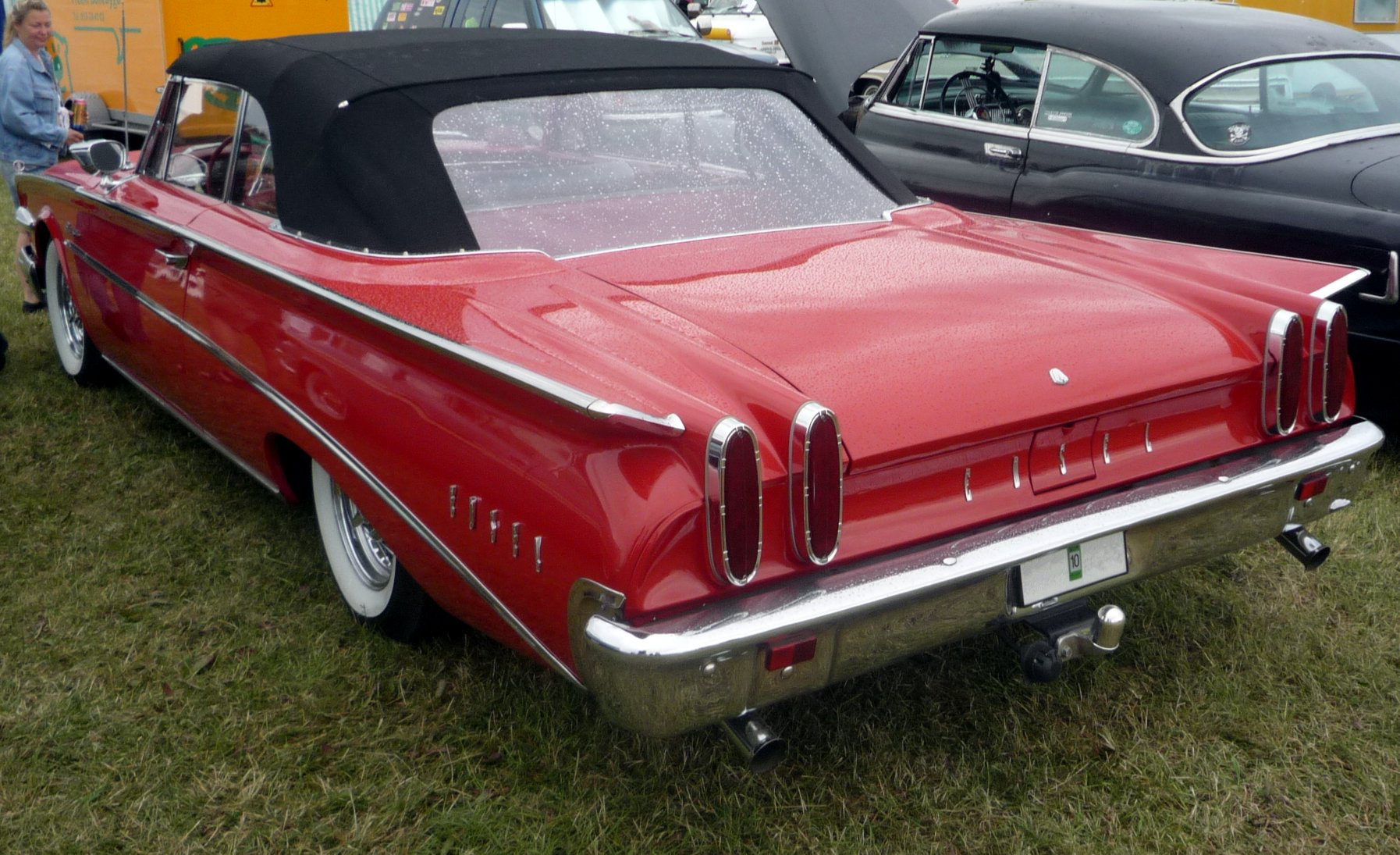
今日では極めて稀少な1960年式エドセル・レンジャー・コンバーチブルのリアビュー

壮大な失敗から半世紀以上が経過した現在、エドセルはヴィンテージ・カー愛好家の間で非常にコレクタブルなアイテムとなっている。10,000台弱のエドセルが現存し、これらは貴重なコレクターズアイテムと見なされている。3年のモデルイヤーのいずれの年度であっても、ミント・コンディションのエドセル・コンバーチブルは10万米ドル以上の価格で取引されている。最も稀少なエドセルは1960年式レンジャー・コンバーチブルで76台しか生産されておらず、今日の現存車両はConceptcarz.comが伝えるところでは、稼働29台、修復中6台の合計35台である。
エドセルは同時期の競合車種と比較した際に「変わっている」あるいは「余りにも異質である」デザインであると考えられていたが、他の多くの自動車メーカーが、エドセルと同様の垂直格子型のフロントグリルを首尾よく自社のカーデザインに採用している。また、1950年代後半には「余りにも実用的でない」と考えられていた、自己調整ドラムブレーキ、ステアリング・ホイールのボタンによるギア選択など、エドセルの特徴の多くは今日のスポーツカーにおいては標準的な装備となっている。

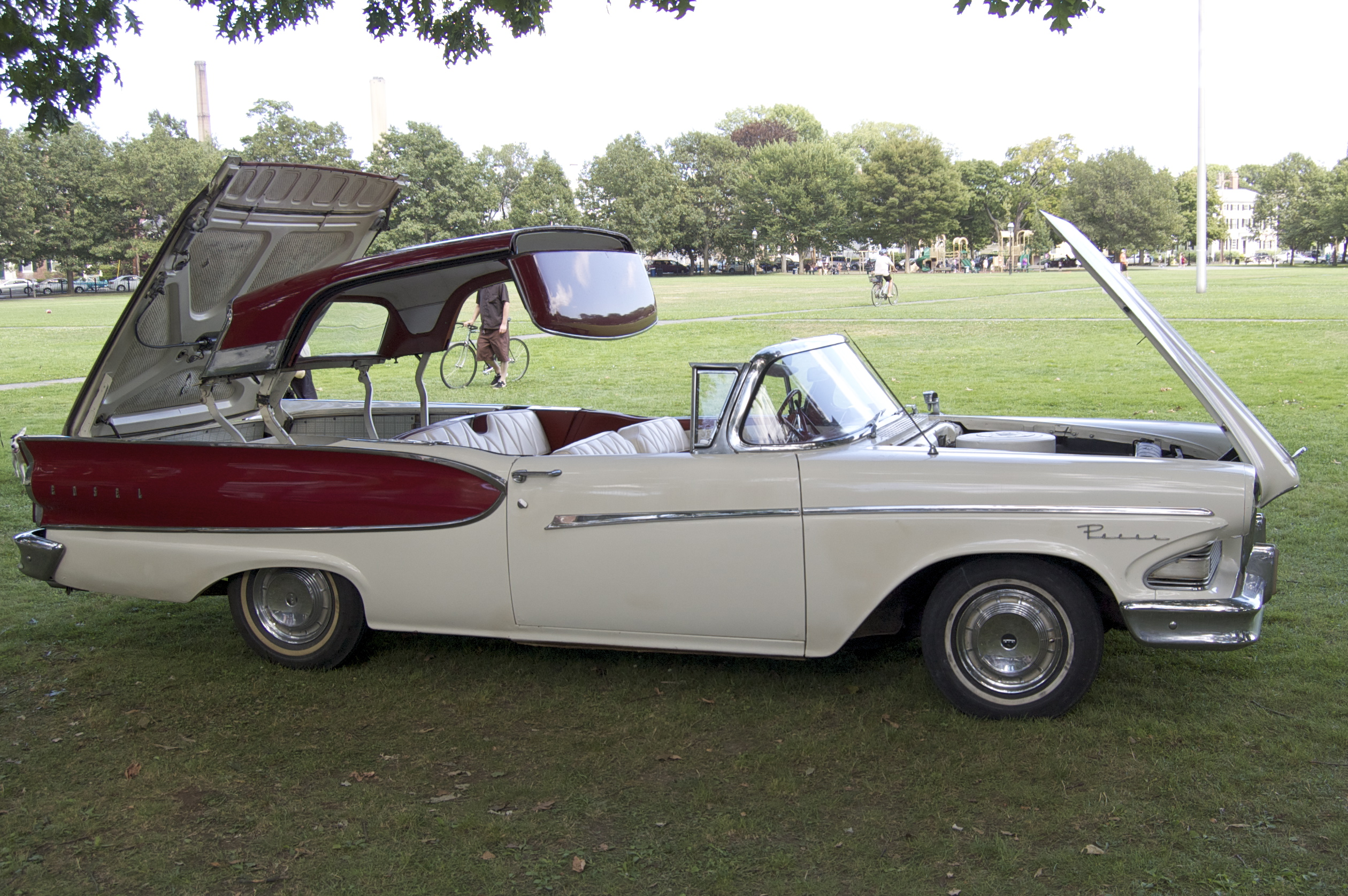
熱心なエドセル愛好家によるカスタマイズカーの一例。1958年式ペーサー・コンバーチブルに同年式フェアレーン500・スカイライナーの電動ハードトップが移植されている。

エドセルをデザインしたロイ・ブラウンは、ガンスモーク・グレイに塗色された1958年式エドセル・コンバーチブルを自ら所有し、1990年代までは自らの手で運転し続けた。ブラウンが1985年にフロリダ州フォートローダーデールの地元紙、サン-センチネルのインタビューで語ったところによると、人々はエドセルを降りたブラウンをしばしば呼び止めて「その車を私に売って欲しい」と持ち掛けたといい、ブラウンはその様な問い掛けをする人々に対して自分がエドセルのチーフデサイナーである事を明かした上で、呆れ交じりに「貴方は1958年に何処にいたのでしょうか？」と返答する日々を送っていたという。それでもブラウンは、フォード・コンサル・コーティナでの何百万米ドルにものぼる成功よりも、部門終焉から何十年も後になってエドセルが1万米ドルを超えるコレクターズ・アイテムとして人々に受け入れられ、全米に多くのオーナーズクラブが発足する程のカルト・カーに成長した事を喜んでいた。ブラウンは全米各地のエドセルのオンリー・イベントに招待された折に、人々から「あなたはエドセルをデザインした時、一体何を考えていたのか？」という不粋な質問を投げ掛けられても決して憤慨する事は無かった。ブラウンは自らが創造したエドセルという存在に大きな誇りを持ち続け、2007年のインタビューでは「（後のギャラクシーやコーティナにおける大きな成功の布石になったという意味も込めて）エドセルはフォード・モーターにとって『最も成功した失敗』であった」と総括した。そんなブラウンの姿勢を評して、ロサンゼルスのエドセル・オーナーズクラブ会長のラリー・ノッパーは、「エドセルの最大の愛好家はロイ・ブラウンであった。」と述べた。ブラウンは1996年には50年代のエドセルのボディラインを1990年代風に再定義した、新しいエドセルのデザインイラストを残しており、彼が終生に渡り所有したエドセル・コンバーチブルは2013年現在、息子のレグ・ブラウンに受け継がれている。レグは英国人ならその名を知らぬ者はいないコーティナを設計し、バットマンのバットモービルの原型として著名なリンカーン・フューチュラに関わった父の事績を誇りに思っており、父が終生愛したエドセルも適切に維持管理されれば決して「レモン(欠陥車)」に分類されうる車両ではないという認識を持つに至ったという。エドセルのNOS部品のオンライン通販を行うウェブサイトを主宰するロバート・メイヤーは、エドセルを評して「もし何も偏見の無い人々、特にエドセルの名すらも知らぬ若者がこの車を見れば、きっと美しいアメリカ車だと思うだろう。」と語っている。当時のエドセル部門には、ブラウン以外にもエドセルのデザインに信奉に近い感情を抱いていた者が数多く在籍していたといわれており、ニューヨーク・タイムズはその極端な例として2007年時点で24台のエドセルを所有していたスティーブ・ウィッコフの存在を報じている
1957年9月4日、午前0時1分に全米で最初に1958年式エドセルを購入したのは、フロリダ州ウィンターヘイブン在住の医師夫妻であるが、2002年6月18日にこの事績を記念して同地のディーラー跡地に、全米で初めてエドセルがデリバリーされた場所である事を示す石碑が建立された。
3つのモデルイヤー全てのエドセルのプラモデルは、アルミニウム・メタル・トイズ(AMT)によって、1/25スケールで製造されており、完成版と組み立てキット版の両方が販売された。現在これらのモデルでプレミア価格が付くのは、特に稀少な1959年式と1960年式である。1990年代には1958年式ペーサー・ハードトップの全く新しい、更に詳細なモデルがAMTによって販売された。1960年式のハードトップは、幾つかのレジンモデルメーカーの樹脂製キットとしても入手可能であるが、通常は元のAMT製キットに近い価格で販売されている。ダイキャスト・モデルカーのメーカーであるヤトミンは、1958年式サイティーションのハードトップとコンバーチブルの両方のボディ形状を1/18スケールで詳細で美しく再現したモデルを提供した。ヤトミンはまた、1/43スケールにて1958年式サイティーション・コンバーチブルを幾つかの色違いの組み合わせで作成した。フランクリン・ミントは1/24スケールと1/43スケールのダイキャスト・モデルにて1958年式サイティーション・コンバーチブルを詳細に作成した。ダンバリー・ミントは、1/24スケールで1958年式バミューダ・ステーションワゴンを製造しており、木目調外装も完全に再現されている。

## モータースポーツ
エドセルは販売成績が欠如していたにも関わらず、1950年代後半のNASCARグランドナショナル・シリーズへ参加した実績がある。1959年のデイトナ500に、米国人レーサーのポール・ベースが#45エドセル・ペーサー・コンバーチブルで出走した記録が残っており、52周目でエンジントラブルでリタイヤ、リザルトは46位となっており、これがエドセルがNASCARに出走した唯一の記録とされている。同年に開場したばかりのデイトナ・インターナショナル・スピードウェイのこけら落としのレースである第一回デイトナ500は、当時存在したNASCARコンバーチブル・ディビジョンのデイトナ戦も兼ねており、全参戦車両59台の内、グランドナショナル・シリーズの規定に沿ったハードトップ車に混じってコンバーチブル・ディビジョンの21台のコンバーチブル車が混走する史上唯一のレースであった。コンバーチブル・ディビジョンからの参戦ドライバーには、水色に塗色された1957年式オールズモビル・88・コンバーチブル(#43)を駆る若き日のリチャード・ペティ、1957年式シボレー・ベル・エアー・コンバーチブル(#77)に搭乗し1959年コンバーチブル・ディビジョンの王座に輝いたジョー・リー・ジョンソンらも含まれていた。ただし、ベースの#45エドセルはデイトナ500出走の為に敢えてコンバーチブル・ディビジョンの規定を利用したものという色彩が強く、ベース自身は1959年のNASCARグランドナショナル・シリーズにはこの1戦のみしか参戦しておらず、エドセル自体はNASCARコンバーチブル・ディビジョンへのレギュラー参戦の実績は無いとみなされている。
その他のストックカーでは、1958年にサル・トビラがUSACストックカーとARCAストックカーにエドセルを出走させた記録が残っており、トビラは下位のカテゴリーでは他にも幾つかレースでエドセルでの参戦事例があった様である。ジム・マロイは1968年にコロラド・ナショナル・スピードウェイのダートトラックレースに、E-475エンジンに換装したエドセル・ペーサーで出走した記録が残る。マロイは当時のアメリカン・チャンピオンシップカー・レーシング(後のインディカー)の参戦ドライバーであり、改造無制限のストックカーカテゴリーではエドセルでかなりの実績があったようであるが、1972年のインディ500にて予選中のクラッシュで事故死してしまった。
ラリーにおいては、1958年式エドセルが1972年と1973年のバハ1000に参戦した記録が残る。ビル・ストロペとカール・ウェバーがスポンサードし、フィル・トレスの手でドライビングされたラリー・エドセルは360馬力を発揮するサンダーバード390V8を搭載していた。バハ1000では古くから本来はオンロード車であるマッスルカーをオフロード仕様に改造してトロフィー・トラック・アンリミテッドクラスに参戦するプライベーターの存在が知られており、過去にはSCOREクラス6にて1959年式エドセルの参戦例もあったほか、2010年代に至るまで全米オフロードレース協会主催のラリーイベントにて、72年のストロペ仕様のカラーリングの1958年式エドセルがヴィンテージ・ビーグル・クラスに時折参戦している様である。
ドラッグレースでは、1999年にラルフ・フライシュマンが1958年式エドセルに535馬力の472立方インチ(7.7L)コブラジェットV型8気筒を搭載し、1/4マイル(いわゆるゼロヨン)トラックにて11.7秒、終速約140mphオーバー(約225km/h以上)を記録、当時の時点で「世界最速のエドセル」の称号を得た。これは2015年式シボレー・コルベットZ06が、2015年初頭の発売当時にロイヤル・パープル・レースウェイでストック状態にて記録した数値とほぼ同じものである。

## 参考
- ジョージ・ルーカスの出世作となった映画『アメリカン・グラフィティ』の中で、主人公のカート（リチャード・ドレイファス）の妹ローリー（シンディ・ウィリアムス）の愛車として1958年型エドセルが登場している。
- フランシス・フォード・コッポラが監督した映画『ペギー・スーの結婚』では、主役のペギーがエドセルを購入した父親に対して「よりによってエドセル買うなんて！」と、失笑するシーンがある。
- ジョン・ブルックス著『人と企業はどこで間違えるのか？』ダイヤモンド社の第1章「伝説的な失敗」で、エドセルの失敗が取り上げられている。